# Ouzouer-sur-Loire
Pour les articles homonymes, voir Ouzouer.
Ouzouer-sur-Loire est une commune française située dans le département du Loiret en région Centre-Val de Loire.
La commune constitue à elle seule l'unité urbaine d'Ouzouer-sur-Loire.

## Géographie

### Localisation
La commune d'Ouzouer-sur-Loire se trouve dans le quadrant sud-est du département du Loiret, dans la région agricole de l'Orléanais,.  À vol d'oiseau, elle se situe à 45,4 km  d'Orléans, préfecture du département. La commune fait partie du bassin de vie de Sully-sur-Loire dont elle est éloignée de 8,0 km.

## Représentations carthographiques de la commune

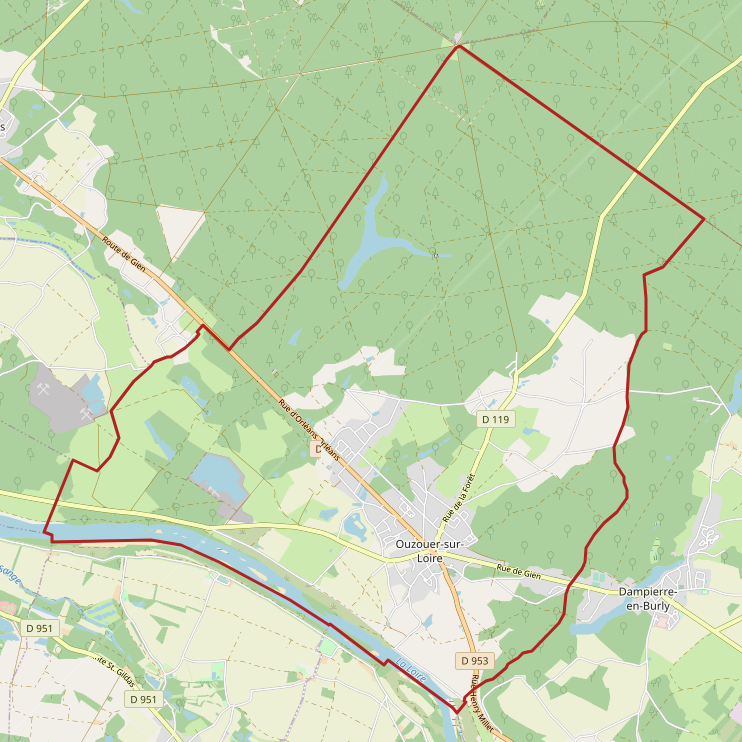
Carte OpenStreetMap

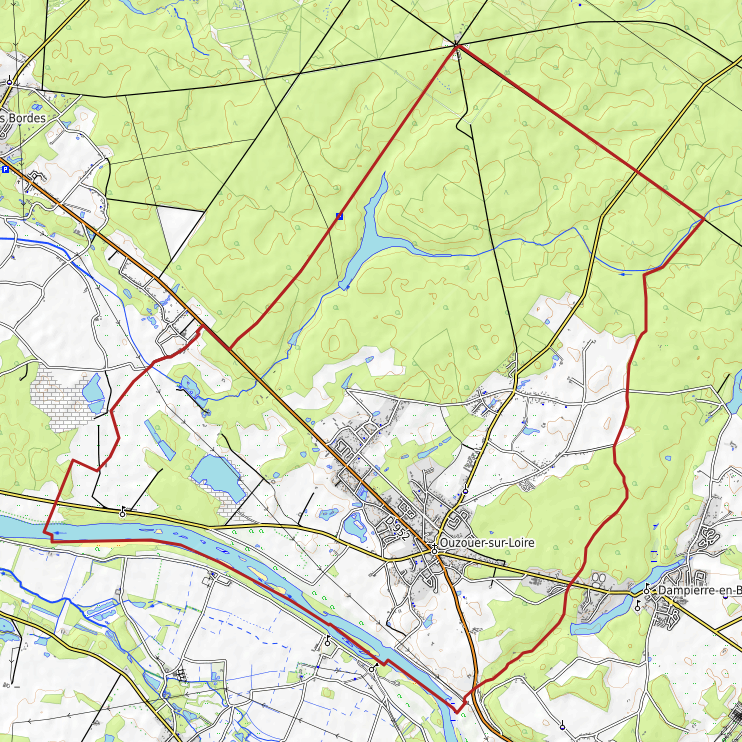
Carte topographique

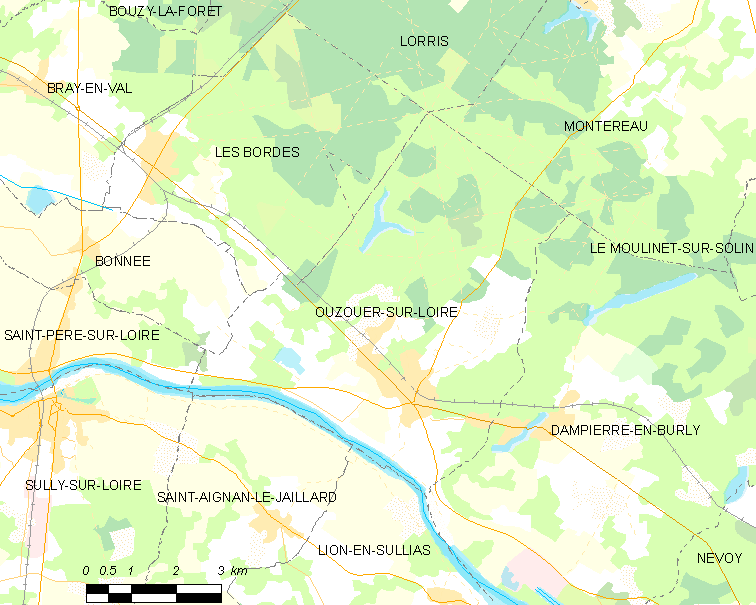
Carte avec les communes environnantes

### Communes limitrophes
| Bonnée                                | Les Bordes, Lorris | Montereau          |
| Sully-sur-Loire, Saint-Père-sur-Loire | Ouzouer-sur-Loire  | Dampierre-en-Burly |
| Saint-Aignan-le-Jaillard              | Lion-en-Sullias    | Dampierre-en-Burly |

Les communes les plus proches sont : Dampierre-en-Burly (3 km), Saint-Aignan-le-Jaillard (4,1 km), Lion-en-Sullias (4,5 km), Léouville (7,8 km), Bonnée (7,8 km), Sully-sur-Loire (8 km), Saint-Père-sur-Loire (8,1 km), Saint-Florent (8,5 km), Saint-Gondon (8,9 km) et Nevoy (9,8 km).
Elle est limitée au nord par la forêt domaniale d'Orléans. Sur ses 3 427 ha de surface, la commune compte 55,6 % de forêts et milieux semi-naturels soit 1 905 ha environ. La limite sud de la ville correspond au cours de la Loire.

### Géologie
La terrasse alluviale dominant le val, dite de Chateauneuf, est composée d'argiles, de sables, de graviers et de galets.
La forêt repose sur une formation de Sologne, sablo-argileuse.
Le val est composé d'alluvions fraiches sableuses et caillouteuses.
Les dépôts de versants marquent bien le talus entre val et plateau.
La nappe de la craie est exploitée par les deux captages communaux.

### Lieux-dits et écarts
Bois-Quenouille, les Brosses, les Brûlés, les Gués, la Loche, Marchais-Mignon, l'Orme, la Pinède, le Pommereau, la Reposée du Chevreuil, la Vallée, les Soucherons.

### Hydrographie
- La Loire marque la limite sud-ouest de la commune.
- Étang et ruisseau de Ravoir.

### Voies de communication et transports

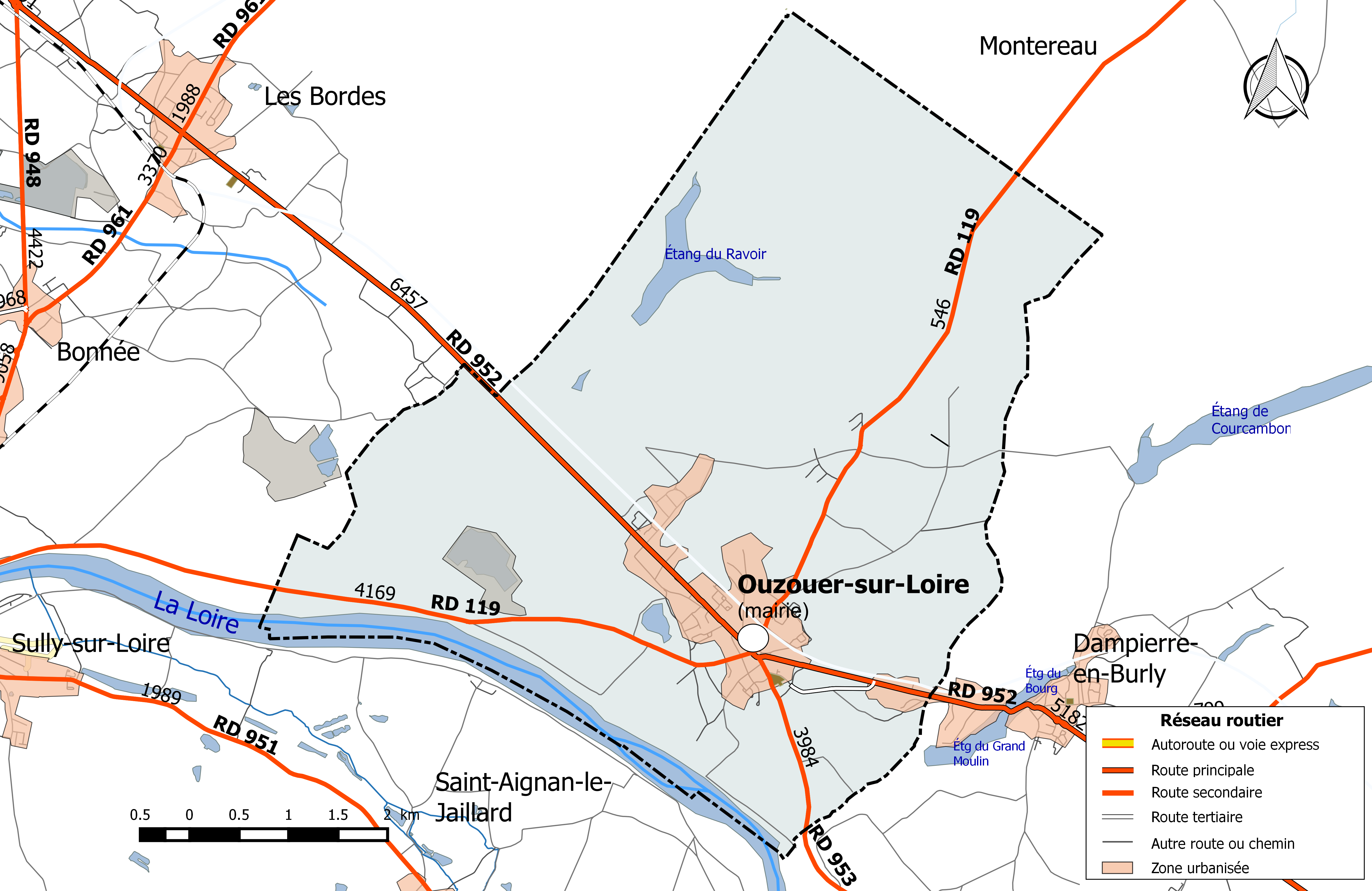
Réseau routier principal de la commune de Ouzouer-sur-Loire (avec indication du trafic routier 2014).

Le réseau d'autocars Ulys, dessert la commune.
Un service de minibus permet assure le transport scolaire jusqu'au collège des Bordes.
La ligne ferroviaire Orléans - Gien traversait le territoire d'Ouzouer-sur-Loire et la gare d'Ouzouer - Dampierre desservait les deux communes ; elle a depuis été déclassée et déferrée. La gare a été convertie en habitation.

### Climat
Pour des articles plus généraux, voir Climat du Centre-Val de Loire et Climat du Loiret.
En 2010, le climat de la commune est de type climat océanique dégradé des plaines du Centre et du Nord, selon une étude du CNRS s'appuyant sur une série de données couvrant la période 1971-2000. En 2020, Météo-France publie une typologie des climats de la France métropolitaine dans laquelle la commune est exposée à un climat océanique altéré et est dans la région climatique Centre et contreforts nord du Massif Central, caractérisée par un air sec en été et un bon ensoleillement.
Pour la période 1971-2000, la température annuelle moyenne est de 11 °C, avec une amplitude thermique annuelle de 15,1 °C. Le cumul annuel moyen de précipitations est de 719 mm, avec 11,2 jours de précipitations en janvier et 7,2 jours en juillet. Pour la période 1991-2020, la température moyenne annuelle observée sur la station météorologique de Météo-France la plus proche, sur la commune de Saint-Benoît-sur-Loire à 14 km à vol d'oiseau, est de 12,0 °C et le cumul annuel moyen de précipitations est de 687,0 mm,. Pour l'avenir, les paramètres climatiques de la commune estimés pour 2050 selon différents scénarios d'émission de gaz à effet de serre sont consultables sur un site dédié publié par Météo-France en novembre 2022.

### Milieux naturels et biodiversité

#### Zones Natura 2000
Le réseau Natura 2000 est un réseau écologique européen de sites naturels d’intérêt écologique élaboré à partir des Directives «Habitats » et «Oiseaux ». Ce réseau est constitué de Zones Spéciales de Conservation (ZSC) et de Zones de Protection Spéciale (ZPS). Dans les zones de ce réseau, les États Membres s'engagent à maintenir dans un état de conservation favorable les types d'habitats et d'espèces concernés, par le biais de mesures réglementaires, administratives ou contractuelles. L'objectif est de promouvoir une gestion adaptée des habitats tout en tenant compte des exigences économiques, sociales et culturelles, ainsi que des particularités régionales et locales de chaque État Membre. les activités humaines ne sont pas interdites, dès lors que celles-ci ne remettent pas en cause significativement l’état de conservation favorable des habitats et des espèces concernés,.
Les sites Natura 2000 présents sur le territoire communal de Ouzouer-sur-Loire sont au nombre de quatre.

##### Sites d'importance communautaire (Directive "Habitats")
| Numéro    | Type | Nom                                                 | Arrêté                   | Document d’objectifs   | Localisation                                                                    |
| --------- | ---- | --------------------------------------------------- | ------------------------ | ---------------------- | ------------------------------------------------------------------------------- |
| FR2400524 | SIC  | Forêt d’Orléans et périphérie                       | Arrêté du 20 août 2014.  | Validé le 10 juin 2005 | Un noyau est localisé dans la partie ouest de la commune, en limite des Bordes. |
| FR2400528 | SIC  | Vallée de la Loire de Tavers à Belleville-sur-Loire | Arrêté du 13 avril 2007. | Validé le 10 juin 2005 | Frange sud de la commune.                                                       |

Le site de la « forêt d'Orléans et périphérie », d'une superficie totale de 2 226,40 ha, est morcelé en 38 entités. Celles-ci, de tailles variables (de 0,9 à 347 ha), sont disséminées sur les 3 massifs et leurs périphéries. Au cours de la réalisation du document d'objectifs, à la suite des inventaires de terrain, l'absence d'habitat ou habitat d'espèce d'intérêt communautaire dans certaines entités a conduit à la proposition de leur suppression (13 entités concernées, pour une surface totale de 207,90 ha).  L'intérêt du site réside dans la qualité des zones humides (étangs, tourbières, marais, mares), la grande richesse floristique, avec un intérêt élevé pour les bryophytes, les lichens et les champignons. 17 habitats naturels d’intérêt communautaire sont répertoriés sur le site qui présente aussi un intérêt faunistique, notamment l’avifaune, les chiroptères, les amphibiens et les insectes. Ce site présente une faible vulnérabilité dans les conditions actuelles de gestion ; il s’agit en effet de parcelles de forêt domaniale dont la gestion actuelle n’induit pas de contraintes particulières pour les espèces citées. Certaines comme le balbuzard pêcheur font l’objet d’une surveillance. D’autres espèces justifieraient un suivi, comme le sonneur à ventre jaune, l’aigle botté, la pie-grièche écorcheur.
Le site de la « Vallée de la Loire de Tavers à Belleville-sur-Loire », d'une superficie de 7 120 ha, concerne 51 communes. La délimitation de ce site Natura 2000 est très proche de celle correspondant à la Directive Oiseaux. L'intérêt majeur du site repose sur les milieux ligériens liés à la dynamique du fleuve, qui hébergent de nombreuses espèces citées en annexe II de la directive Habitats.

##### Zones de protection spéciale (Directive "Oiseaux")
| Numéro    | Type | Nom                          | Arrêté                      | Document d’objectifs   | Localisation                                                             |
| --------- | ---- | ---------------------------- | --------------------------- | ---------------------- | ------------------------------------------------------------------------ |
| FR2410018 | ZPS  | Forêt d’Orléans              | Arrêté du 23 décembre 2003. | Validé le 10 juin 2005 | Dans la partie nord de la commune, en limite de Montereau et des Bordes. |
| FR2410017 | ZPS  | Vallée de la Loire du Loiret | Arrêté du 4 mai 2007.       |                        | Frange sud de la commune.                                                |

Le site de la « forêt d'Orléans » s'étend du nord-est de l'agglomération orléanaise jusqu'aux portes de Gien, suivant un arc de cercle d'une soixantaine de kilomètres de long et d'une largeur variant de 2 à 15 km environ. Cet ensemble forestier quasi continu est majoritairement domanial. La forêt domaniale est constituée de trois massifs distincts, de l'ouest vers l'est, les massifs d'Orléans, Ingrannes et Lorris (communément considéré en deux sous-massifs : Lorris-Châteauneuf et Lorris-Ouzouer-sur-Loire), en périphérie desquels se trouvent d'autres parcelles forestières. La surface globale des trois massifs domaniaux est de 34 500 hectares. D'une surface totale de 32 177 ha, le site est constitué de deux grandes entités couvrant la presque intégralité des massifs forestiers domaniaux d'Ingrannes et de Lorris. Ces deux grandes entités englobent également d'autres parcelles forestières, ainsi que des étangs, en périphérie, de même que la grande « clairière » de Sully-la-Chapelle, Ingrannes et Seichebrières incluse dans le massif d'Ingrannes. Ce site présente un grand intérêt ornithologique notamment avec la nidification du balbuzard pêcheur, de l'aigle botté, du circaète Jean-le-Blanc, de la bondrée apivore, du busard Saint-Martin, de l'engoulevent d'Europe, des pics noir, mar et cendré, de l'alouette lulu et de la fauvette pitchou. Les étangs constituent par ailleurs des sites d'étape migratoire importants pour différentes espèces.

Sélection de représentants de l'avifaune de la zone Natura 2000 « Forêt d'Orléans».
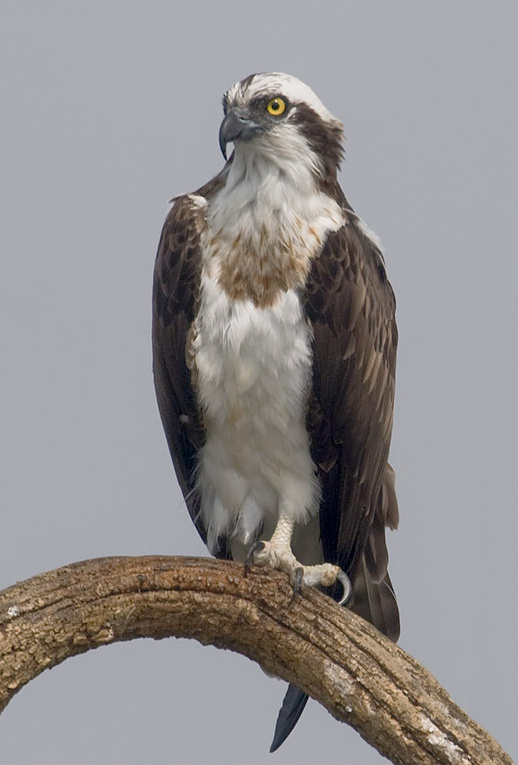
Balbuzard pêcheur
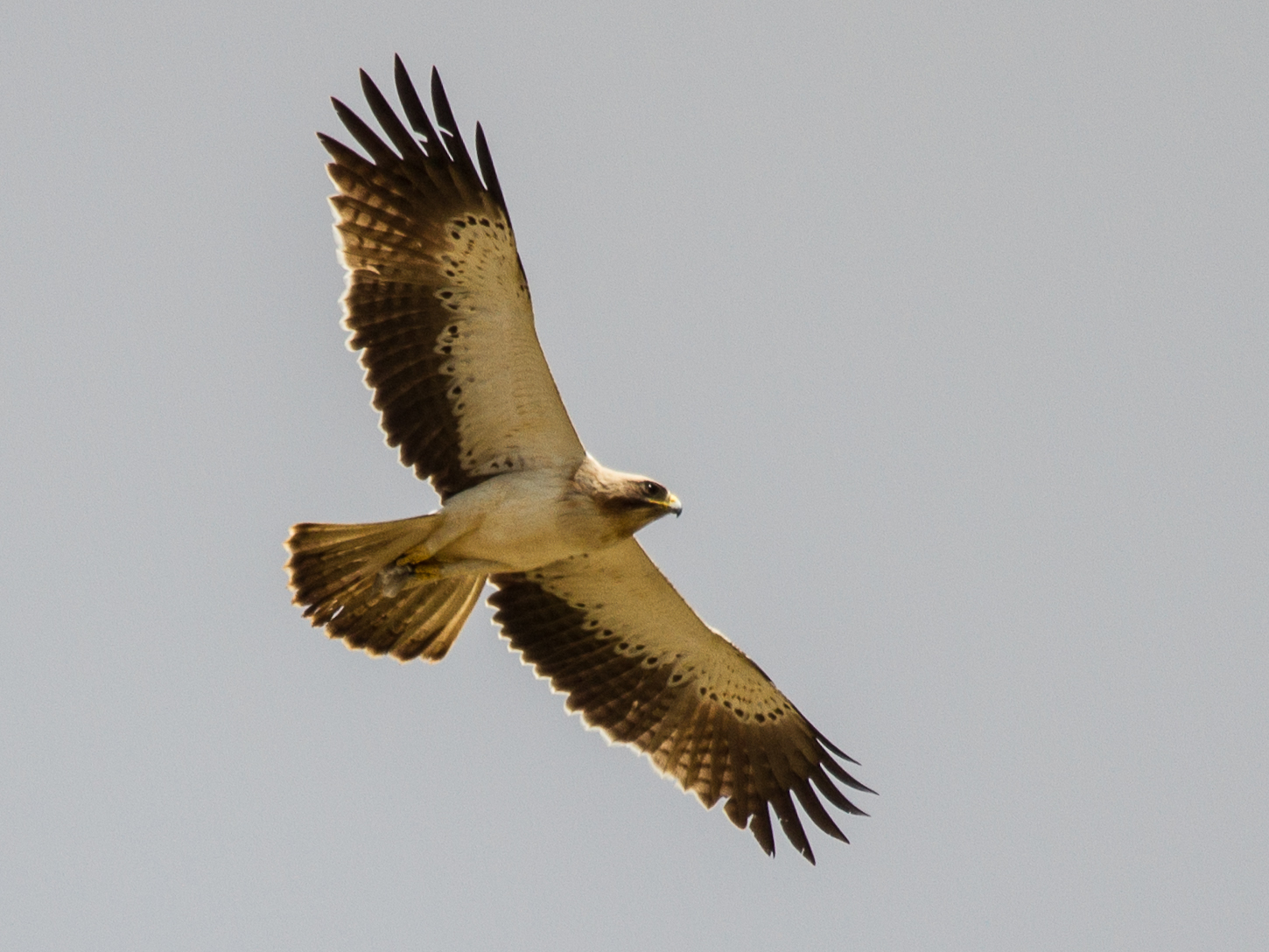
Aigle botté en vol
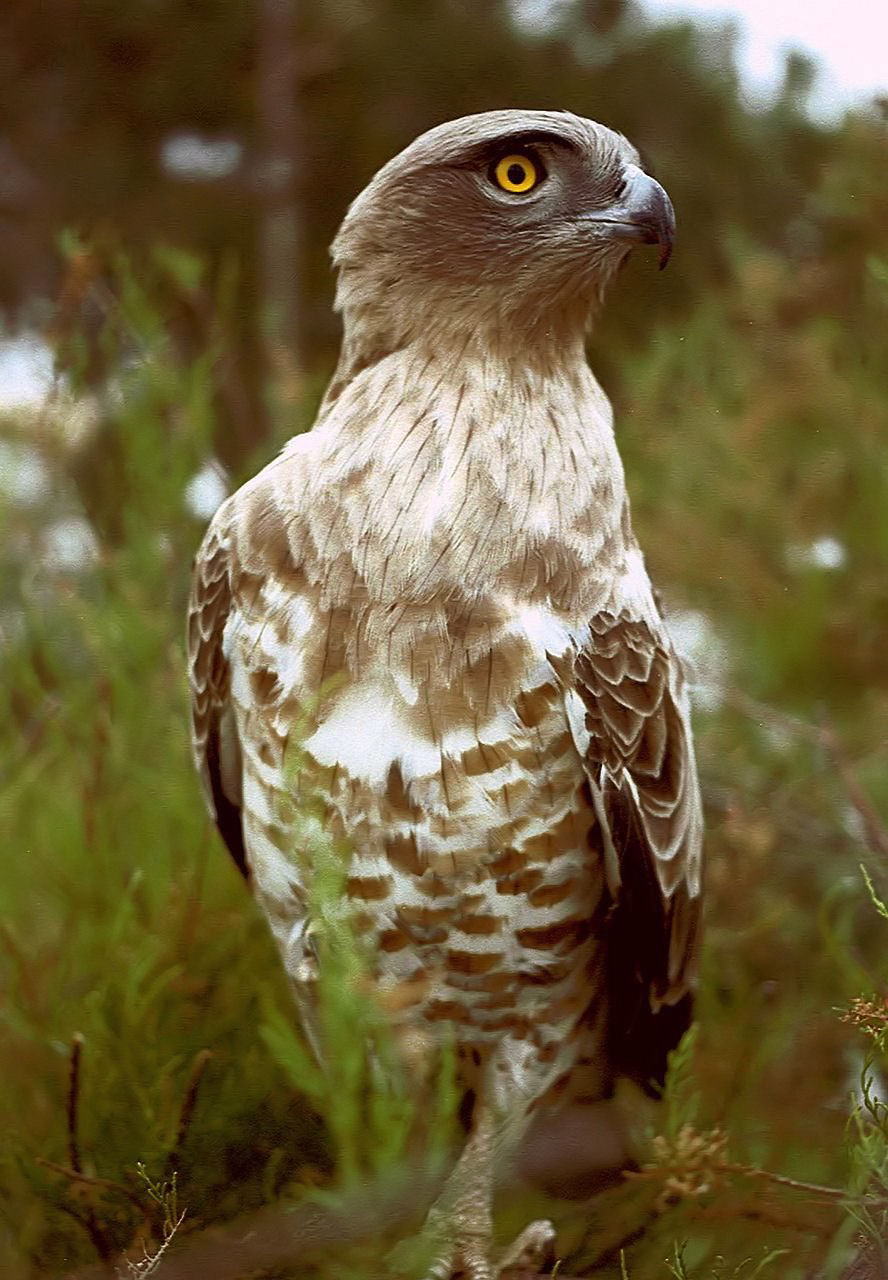
Circaète Jean-le-Blanc
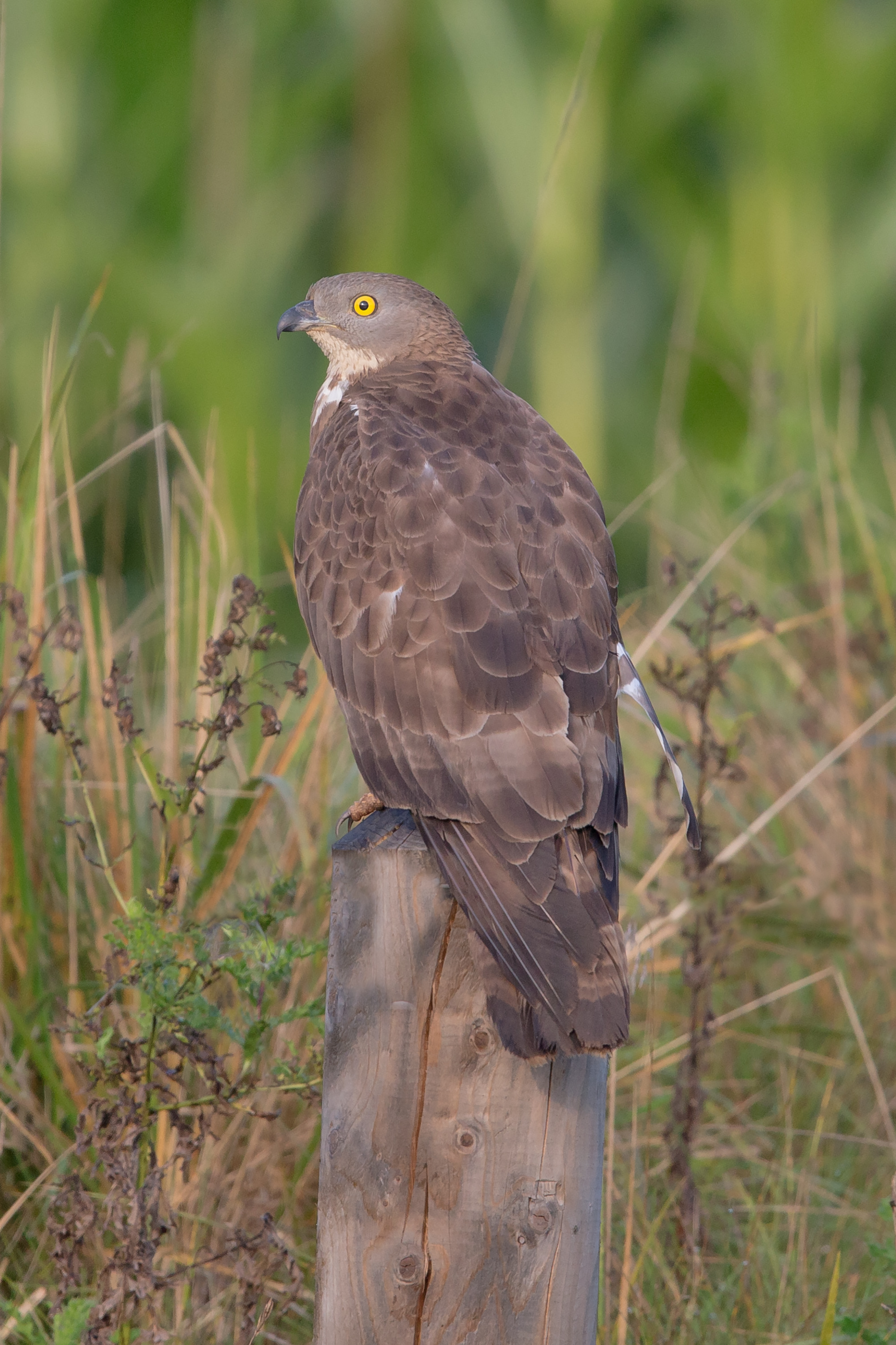
Bondrée apivore
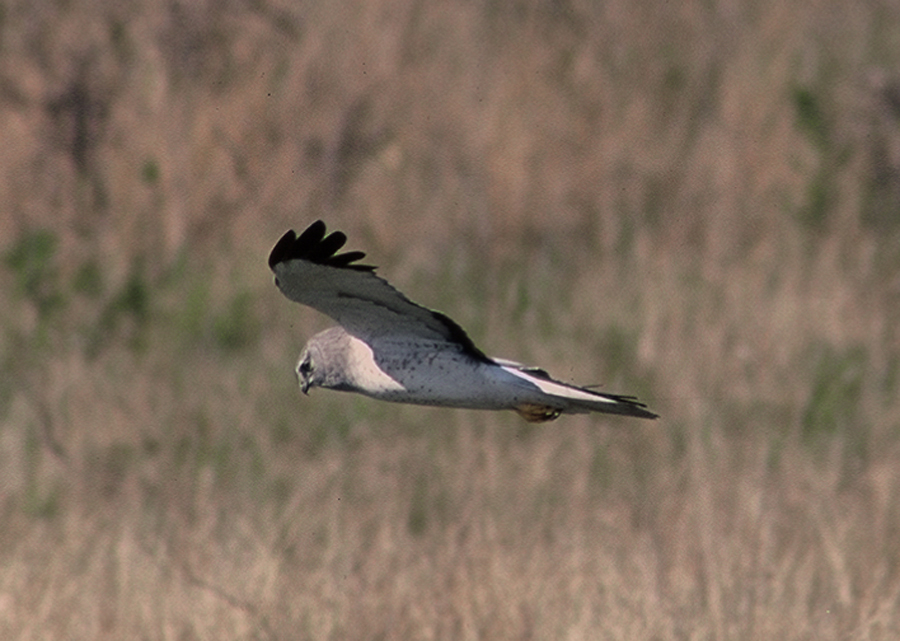
Busard Saint-Martin
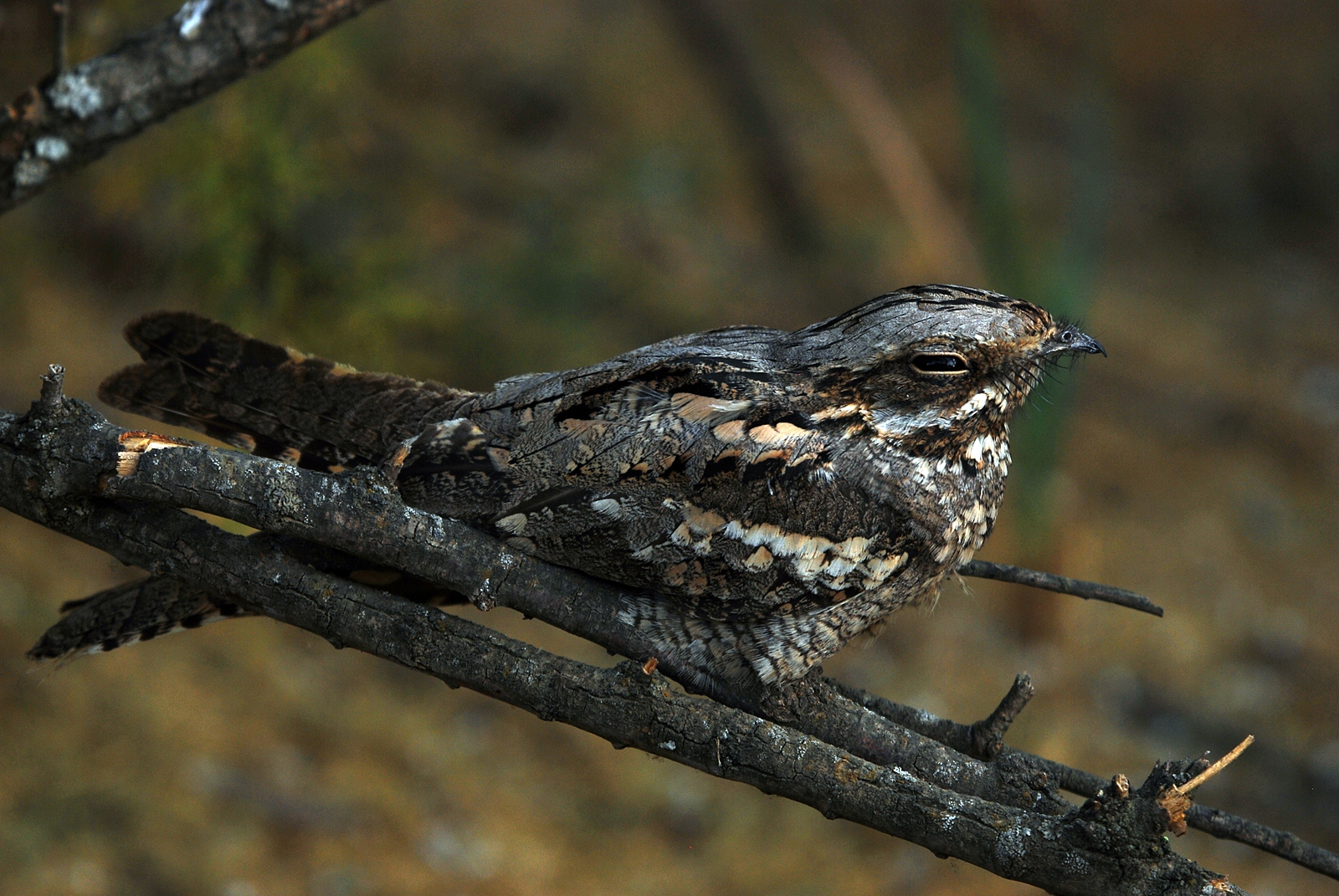
Engoulevent d'Europe
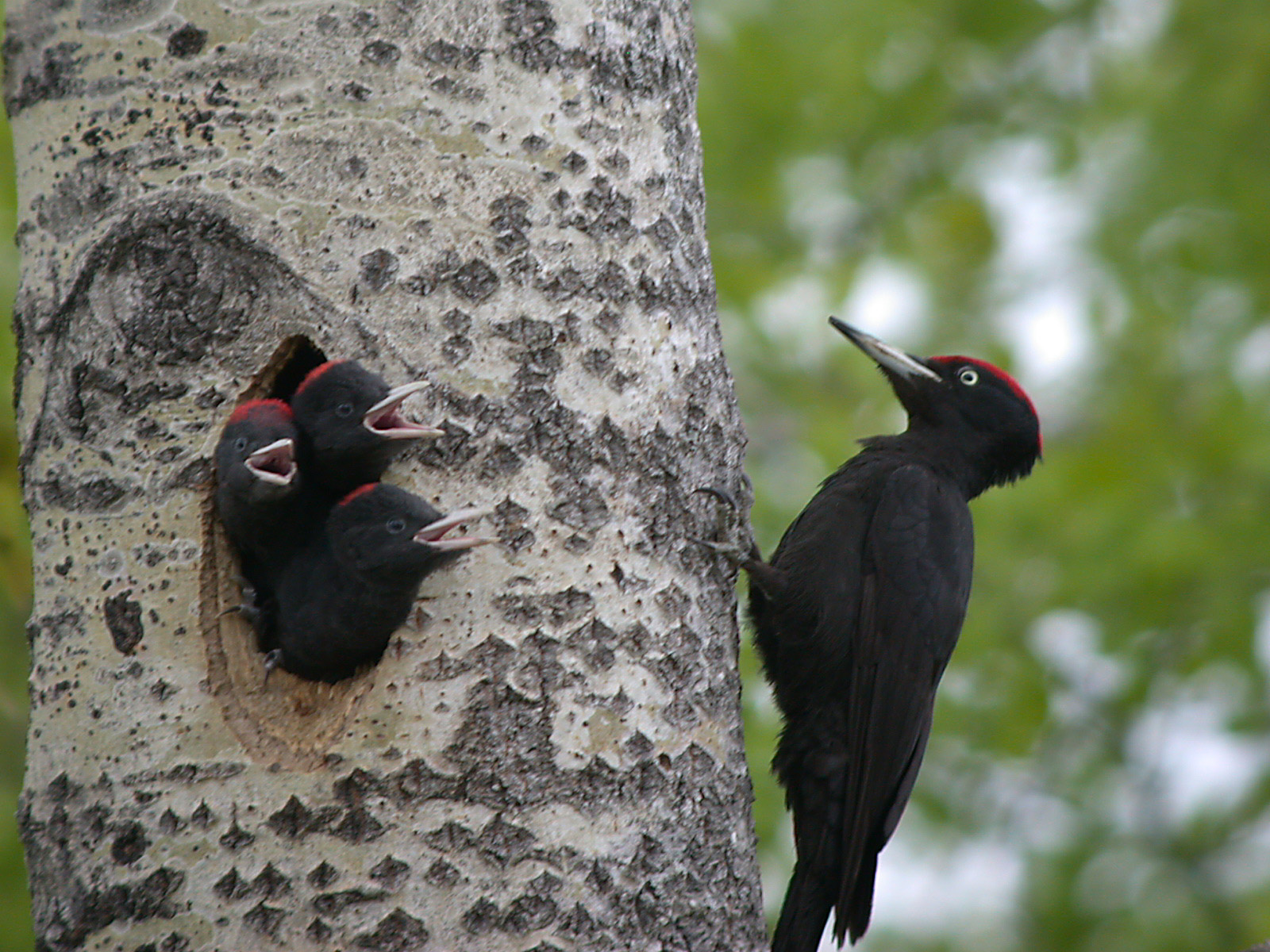
Pic noir

Le site de la « Vallée de la Loire du Loiret » s'étend sur une superficie de 7 684 ha et concerne la vallée de la Loire dans le Loiret. Cette ZPS se poursuit en amont et en aval sur les départements voisins. L'intérêt majeur du site repose sur les milieux et les espèces ligériens liés à la dynamique du fleuve. Ces milieux hébergent de nombreuses espèces citées en annexe I de la directive Oiseaux. Le site est caractérisé par la présence de colonies nicheuses de sternes naine et pierregarin et de mouette mélanocéphale. Des sites de pêche du Balbuzard pêcheur sont également présents. Le site est également lieu de reproduction du bihoreau gris, de l'aigrette garzette, de la bondrée apivore, du milan noir, de l'œdicnème criard, du martin-pêcheur, du pic noir, de la pie-grièche écorcheur.

Sélection de représentants de l'avifaune de la zone Natura 2000 « Vallée de la Loire du Loiret ».
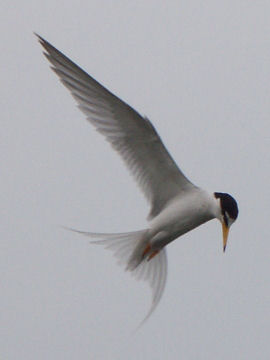
Sterne naine
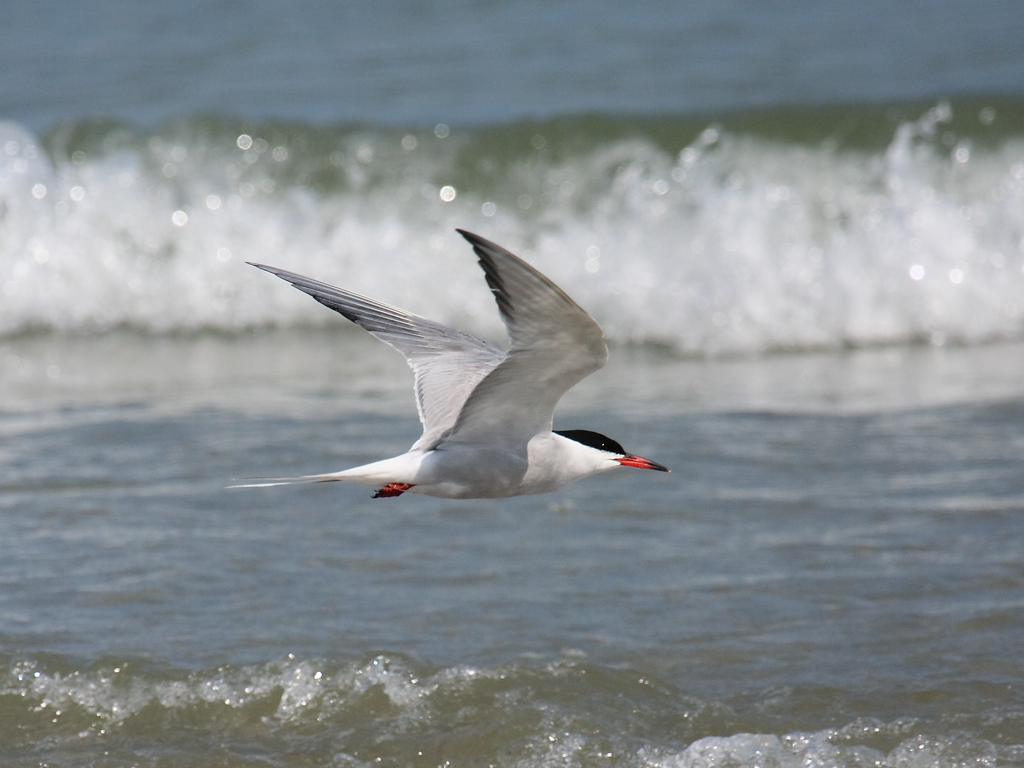
Sterne pierregarin
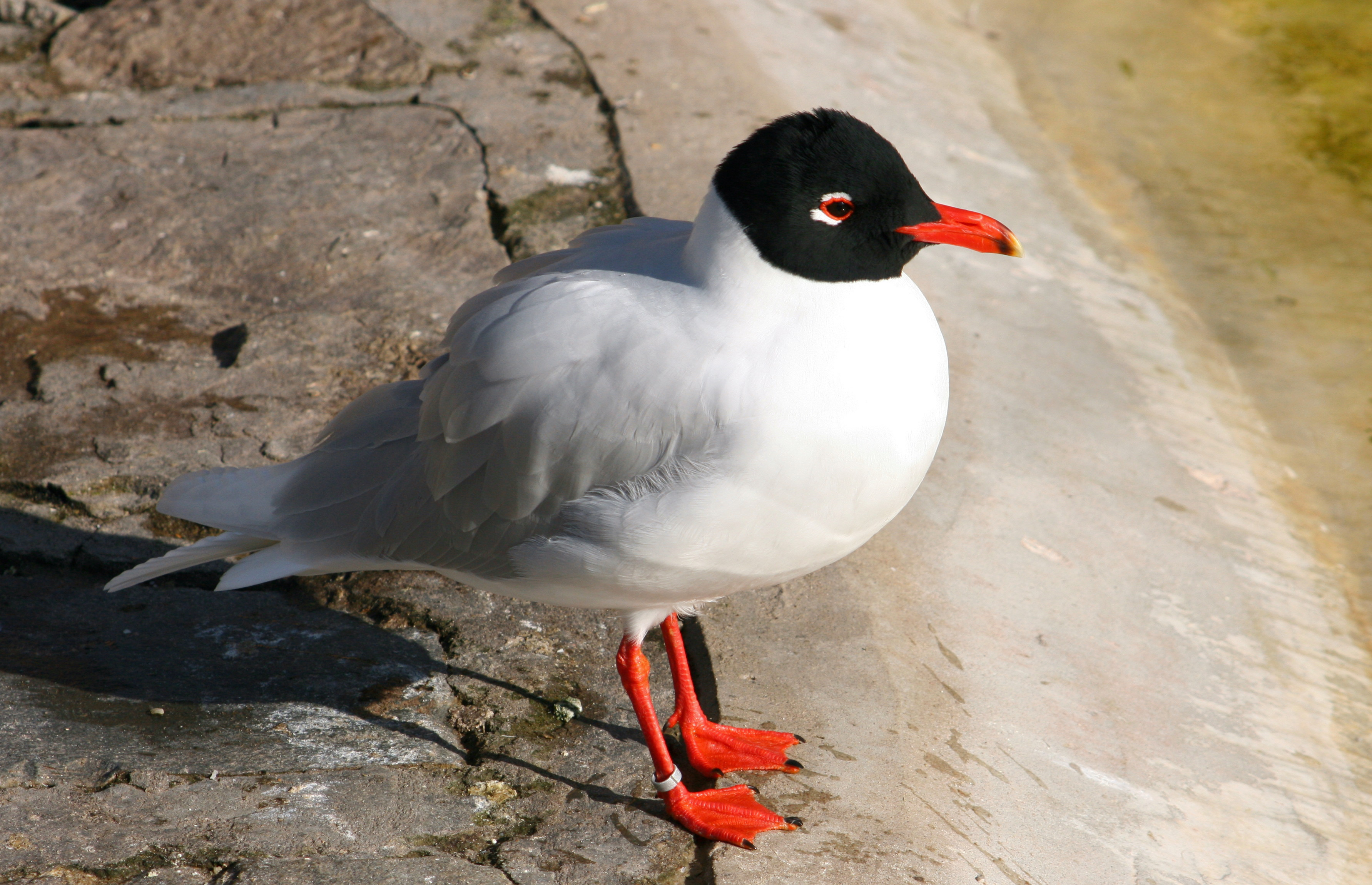
Mouette mélanocéphale
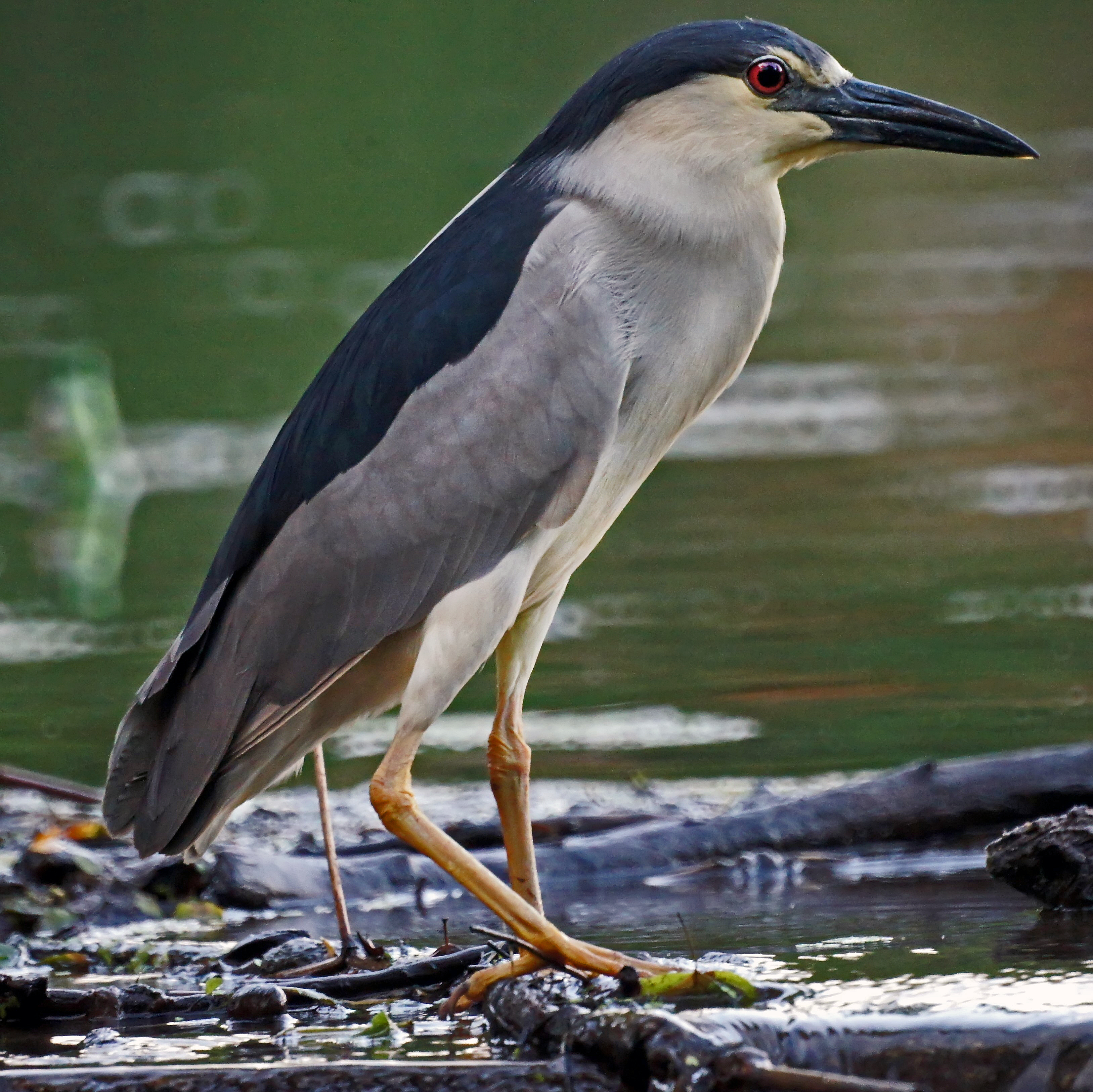
Bihoreau gris
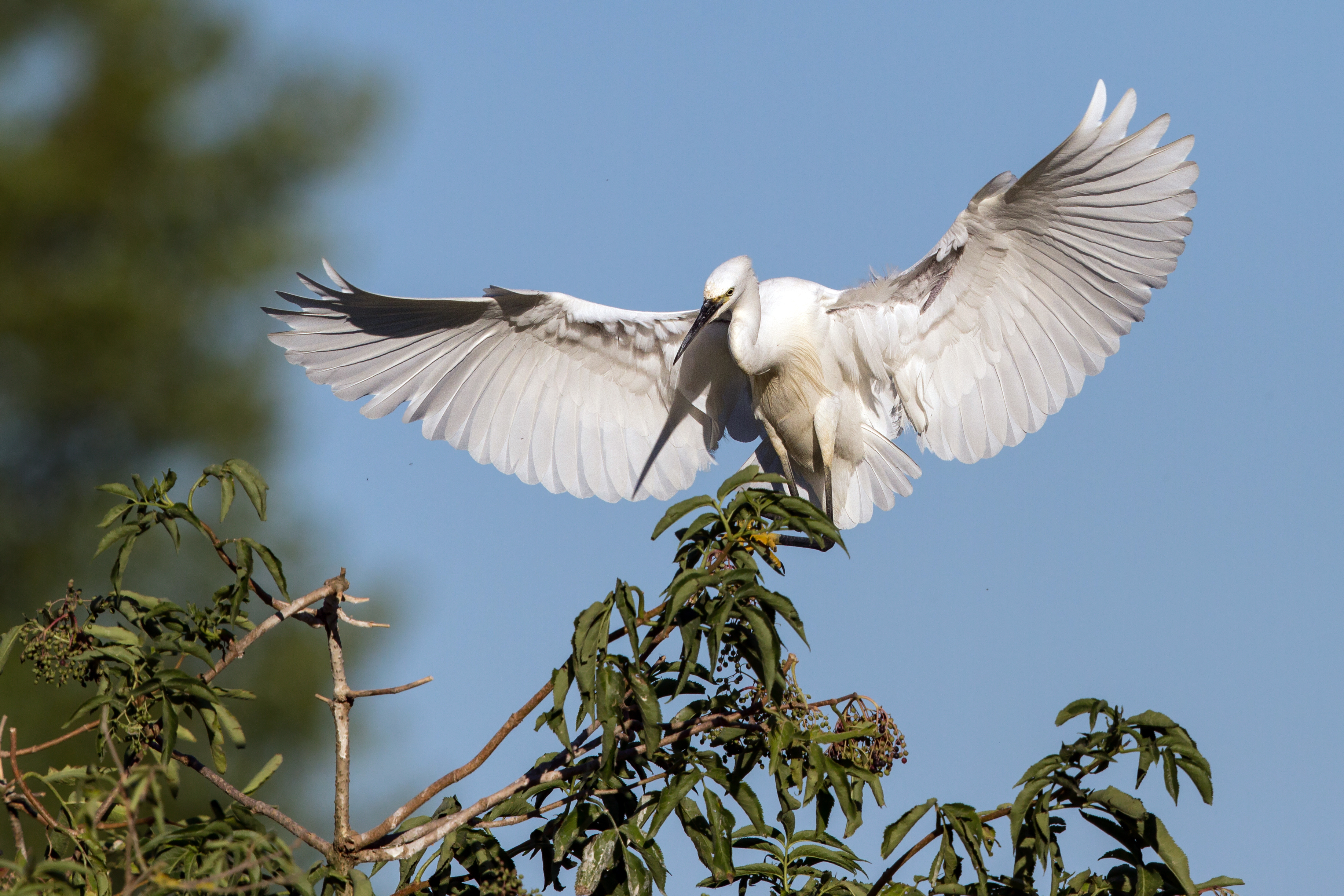
Aigrette garzette
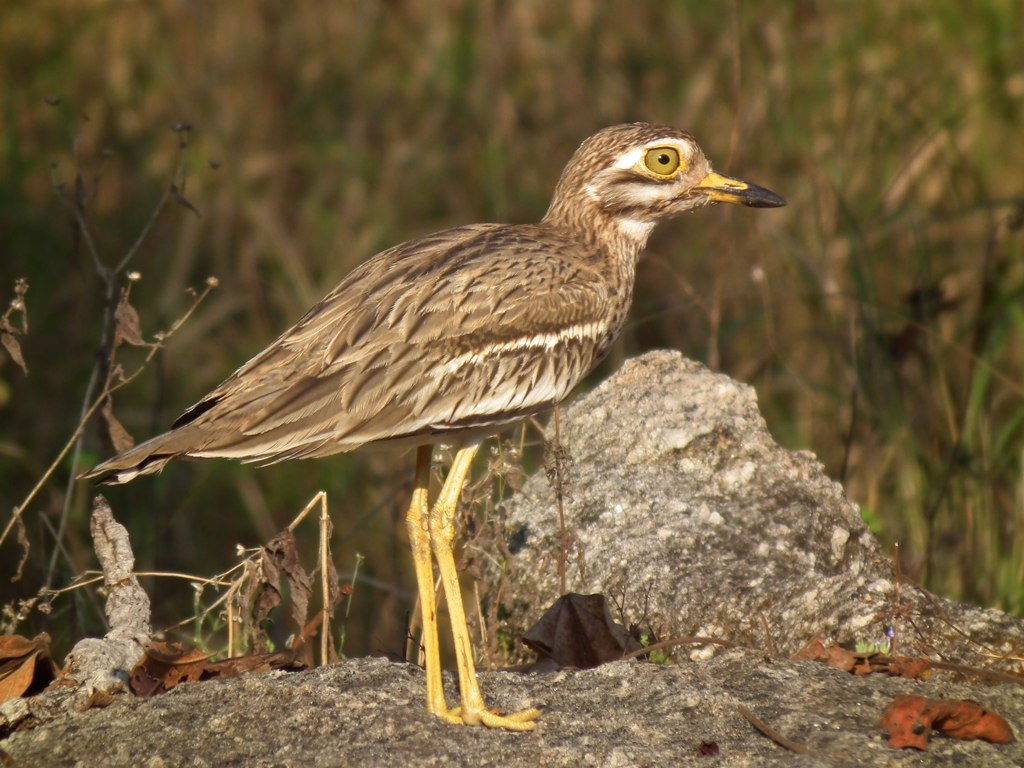
Œdicnème criard
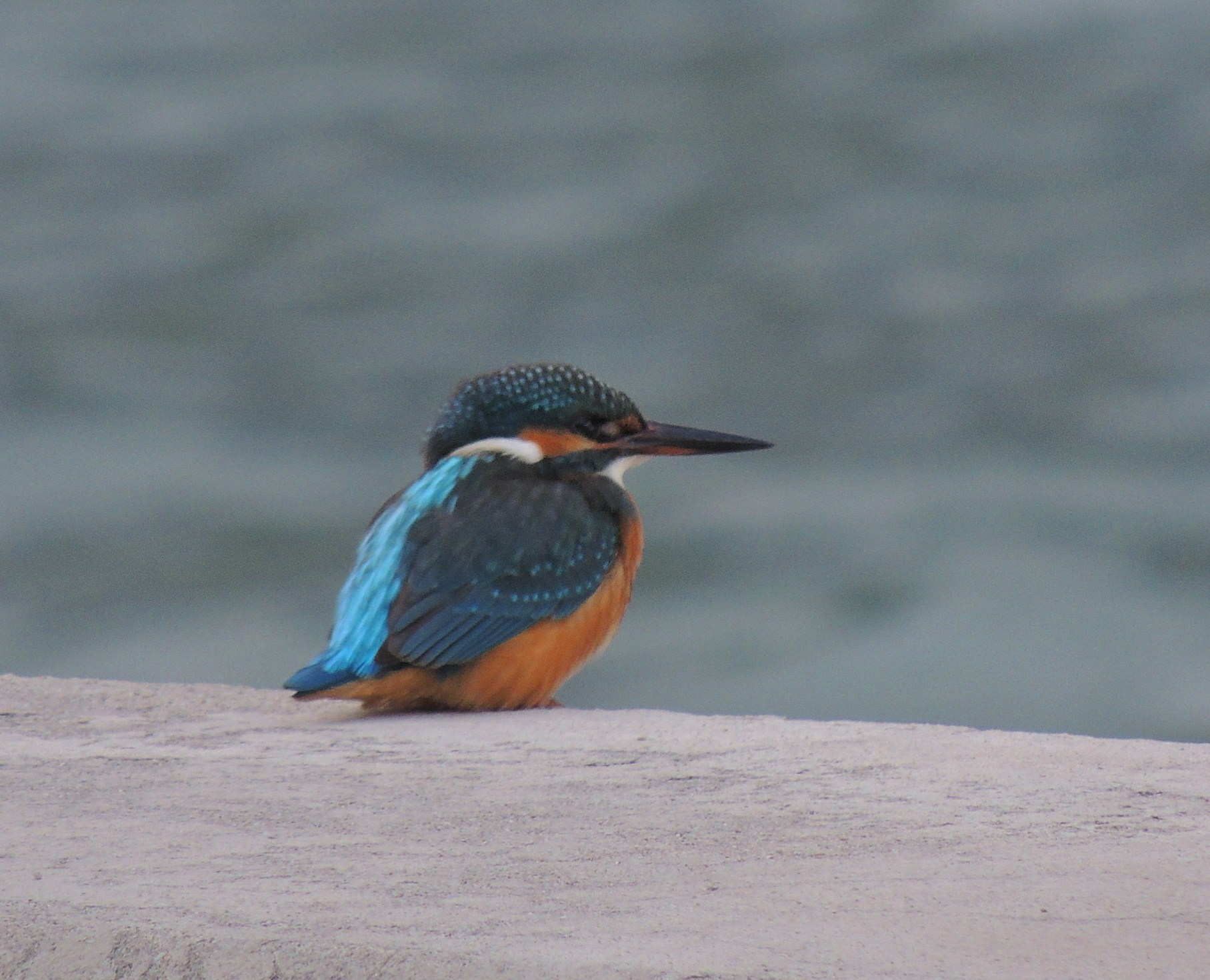
Martin-pêcheur d'Europe

#### Zones nationales d'intérêt écologique, faunistique et floristique

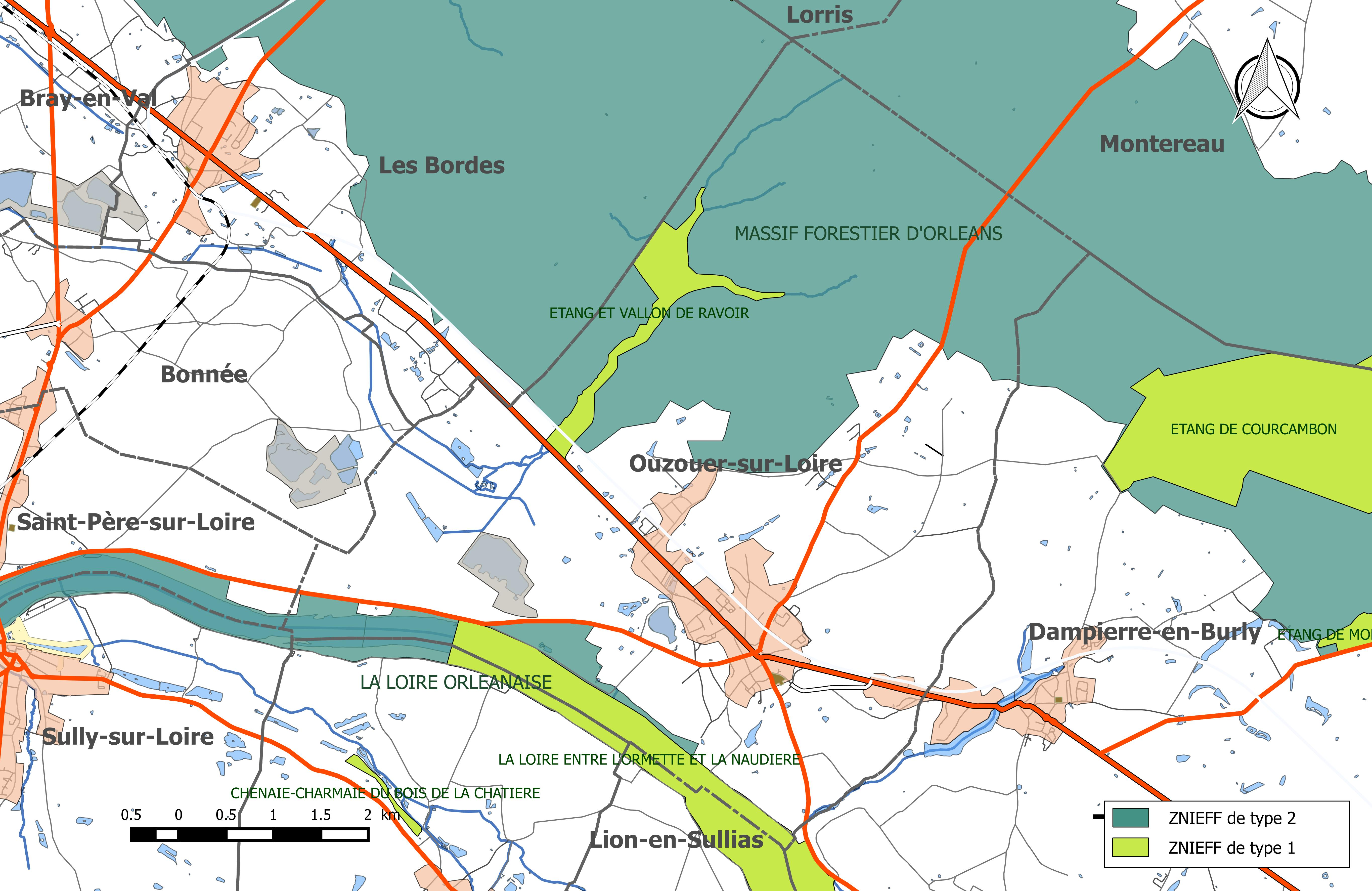
Carte des ZNIEFF de la commune et de ses abords.

Différents zonages d’identification de la richesse patrimoniale naturelle sont présents sur la commune de Dampierre-en-Burly. Ces périmètres s’intersectent ou se superposent, et notamment vis-à-vis des sites Natura 2000, appuyant ainsi l’intérêt biologique, écologique ou encore paysagère des sites concernés. L’inventaire des zones naturelles d'intérêt écologique, faunistique et floristique (ZNIEFF) a pour objectif de réaliser une couverture des zones les plus intéressantes sur le plan écologique, essentiellement dans la perspective d’améliorer la connaissance du patrimoine naturel national et de fournir aux différents décideurs un outil d’aide à la prise en compte de l’environnement dans l’aménagement du territoire. Le territoire communal d'Ouzouer-sur-Loire comprend quatre ZNIEFF.
| Désignation                                 | Type   | Superficie      | Description |
| ------------------------------------------- | ------ | --------------- | --- |
| « Étang et vallon de Ravoir »               | type 1 | 82,27 hectares  | La zone s'étend sur 2 communes, Ouzouer-sur-Loire et Dampierre-en-Burly. Son altitude varie entre 125 et 135 m. L'intérêt du site vient des rives de l'étang de Ravoir qui abritent des espèces comme la droséra intermédiaire (Drosera intermedia), la droséra à feuilles rondes (Drosera rotundifolia), ou encore Littorella uniflora, de l'ancienne carrière du Grand Cas où se développe une population de Lycopodiella inundata, de l'étang de Raviole qui abrite une population de Thelypteris palustris et du ruisseau de Ravoir, autour duquel on trouve des aulnaies-frênaies abritant une très grosse population d'osmonde royale (Osmunda regalis). Au total on rencontre sur le site une vingtaine d'espèces déterminantes, dont onze sont protégées. |
| « La Loire entre l'Ormette et la Naudière » | type 1 | 586,89 hectares | La zone concerne six communes. Son altitude varie entre 115 et 120 m. Depuis plus de 30 ans, les îles de Cuissy sont un haut lieu de l'observation des concentrations de limicoles migrateurs variés. C'est aussi le secteur de Loire le plus fréquenté par les Balbuzards pêcheurs. De tous temps, ce secteur a également été fortement fréquenté par les balbuzards en migration qui y trouvent une nourriture sans doute d'accès plus facile qu'ailleurs grâce aux nombreux radiers formés par les grèves et les courants. À l'amont, le Bois de l'Ormette est occupé par une héronnière qui accueille une belle population d'aigrettes garzettes depuis le début des années 1990 (la première du département). Ce site est aussi l'un des rares secteurs de la Loire moyenne à accueillir régulièrement la reproduction du Milan noir, de la fauvette babillarde et de la pie-grièche écorcheur. Le secteur est en outre occupé par plusieurs familles de Castor d'Europe. |
| « Massif forestier d'Orléans »              | type 2 | 36 086 hectares | La zone s'étend sur 37 communes, dont Ouzouer-sur-Loire, et se superpose pour la commune à la zone Natura 2000 de même nom. Son altitude varie entre 126 et 174 m. La forêt d'Orléans repose pour l'essentiel sur des terrains de nature comparable à celle des terrains de la Sologne (Burdigalien) épandus sur le coteau de Beauce. Les formations végétales sont donc plutôt acidoclines à acidiphiles avec des secteurs secs et d'autres très humides. L'intérêt dépasse les contours complexes du massif domanial et s'étend également aux lisières et enclaves privées qui le prolongent. |
| « La Loire orléanaise »                     | type 2 | 35 hectares     | La zone s'étend sur 37 communes, dont Ouzouer-sur-Loire, et se superpose pour la commune à la zone Natura 2000 de nom similaire. Elle correspond à la boucle septentrionale du fleuve. Son altitude varie entre 80 et 135 m. Elle se caractérise par un lit mineur largement occupé par des îles et grèves sableuses. Ces milieux soumis au marnage annuel recèlent de multiples habitats plus ou moins temporaires. C'est pratiquement la seule section qui présente des méandres. On observe, sur les basses terrasses, quelques formations sablo-calcaires. |

## Toponymie
Ouzouer est dérivé du latin oratorium qui désigne un oratoire.

## Histoire
(mars 2011).
Si vous disposez d'ouvrages ou d'articles de référence ou si vous connaissez des sites web de qualité traitant du thème abordé ici, merci de compléter l'article en donnant les références utiles à sa vérifiabilité et en les liant à la section « Notes et références ».

### Antiquité
Les terres d'Ouzouer-sur-Loire appartenaient au peuple des Carnutes. Les restes d'un puits antique de période gallo-romaine se trouve au hameau les Brûlés.

### Moyen Âge
Le territoire de la commune relevait du prieuré bénédictin de Bonny. Des vestiges de châteaux forts subsistent à l'orée ouest du Bois de la Veuve et au lieu-dit Prise d'Eau.
Du XIe au XIXe siècle, la Loire connaît une douzaine de crues entraînant des inondations.
Ouzouer-sur-Loire était l'un des rendez-vous de chasse des rois de France. Philippe le Bel, Philippe le Long et Charles le Bel y ont par exemple séjourné.
Les reliques de saint Martin y trouvèrent un refuge temporaire durant les invasions normandes ; les Tourangeaux qui emmenaient ces reliques sur la Loire vers Auxerre s'y arrêtèrent ainsi au IXe siècle.

### Temps modernes
L'église est pillée en 1565.
En 1595, 93 pèlerins se noient en route vers Lion-en-Sullias pour la fête de la Saint-Georges.
En 1591, le seigneur du château des Gués arme 50 hommes pour soutenir les catholiques contre les calvinistes.
En 1629, Louis XIII fait de la ville « l'un des six déchargeoirs destinés à recevoir les eaux lors de grandes crues ».
En 1721, l'église est détruite par deux fois, à cause de la foudre qui ravage le clocher en janvier puis d'un incendie en avril.
En 1758, l'église est une nouvelle fois détruite par le feu lors d'un incendie qui ravage tout depuis la cour de la Madeleine jusqu'au chemin du port.
En 1769, 90 personnes, dont six oratoriens, se noient à Saint-Père.
En 1784, il neige pendant six jours consécutifs, un phénomène météorologique rarissime qui provoque plusieurs morts.
La Loire est prise par les glaces en 1788.

### Époque contemporaine
La Loire est à nouveau prise par les glaces en 1879.
Un déversoir de 800 m de long est établi en 1886.
Entre le 29 janvier et le 8 février 1939, plus de 2 800 réfugiés espagnols fuyant l'effondrement de la république espagnole devant les troupes de Franco, arrivent dans le Loiret. Devant l'insuffisance des structures d'accueil d’Orléans, 46 centres d’accueil ruraux sont ouverts, dont un à Ouzouer-sur-Loire. Les réfugiés, essentiellement des femmes et des enfants (les hommes sont désarmés et retenus dans le Sud de la France), sont soumis à une quarantaine stricte, vaccinés, le courrier est limité, et le ravitaillement, s'il est peu varié et cuisiné à la française, est cependant assuré. Une partie des réfugiés rentrent en Espagne, incités par le gouvernement français qui facilite les conditions du retour, ceux préférant rester sont regroupés au camp de la verrerie des Aydes, à Fleury-les-Aubrais.
Durant la Seconde Guerre mondiale, le maquis de Lorris voit mourir 60 hommes dont neuf oratoriens en 1944.
La construction de la centrale nucléaire de Dampierre-en-Burly à la fin des années 1970 modifie profondément la géographie et la démographie de la commune. La population double et devient semi-rurale et semi-urbaine.

## Urbanisme

### Typologie
Au 1er janvier 2024, Ouzouer-sur-Loire est catégorisée bourg rural, selon la nouvelle grille communale de densité à sept niveaux définie par l'Insee en 2022.
Elle appartient à l'unité urbaine d'Ouzouer-sur-Loire, une unité urbaine monocommunale constituant une ville isolée,. La commune est en outre hors attraction des villes,.

### Occupation des sols
L'occupation des sols de la commune, telle qu'elle ressort de la base de données européenne d’occupation biophysique des sols Corine Land Cover (CLC), est marquée par l'importance des forêts et milieux semi-naturels (55,6 % en 2018), une proportion sensiblement équivalente à celle de 1990 (55,5 %). La répartition détaillée en 2018 est la suivante : 
forêts (52,8 %), prairies (23,2 %), zones urbanisées (7,4 %), zones agricoles hétérogènes (5,5 %), eaux continentales (5,3 %), terres arables (3,1 %), milieux à végétation arbustive et/ou herbacée (2,8 %).
L'IGN met par ailleurs à disposition un outil en ligne permettant de comparer l’évolution dans le temps de l’occupation des sols de la commune (ou de territoires à des échelles différentes). Plusieurs époques sont accessibles sous forme de cartes ou photos aériennes : la carte de Cassini (XVIIIe siècle), la carte d'état-major (1820-1866) et la période actuelle (1950 à aujourd'hui).

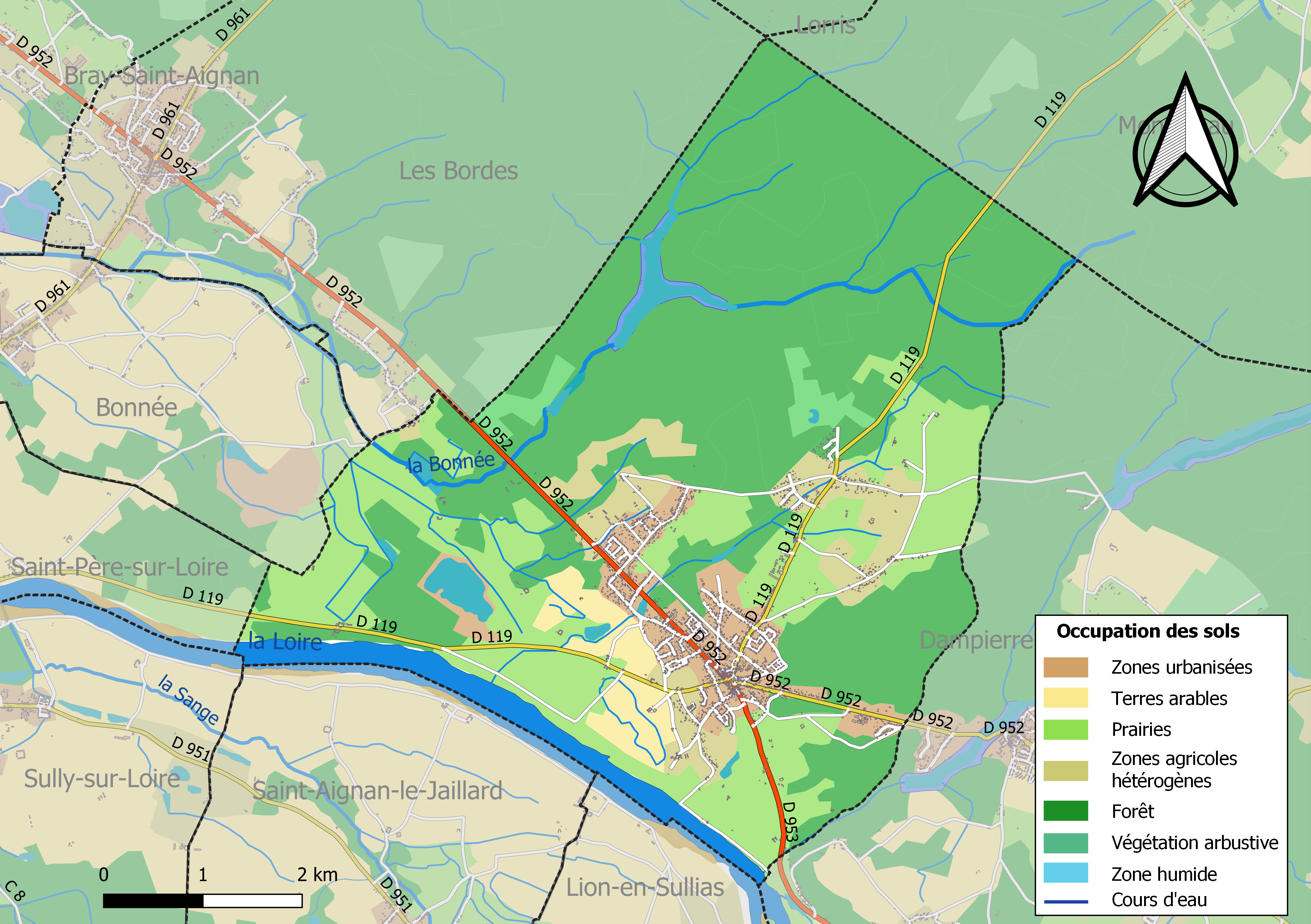
Carte des infrastructures et de l'occupation des sols de la commune en 2018 (CLC).
Carte orthophotographique de la commune en 2016.

### Planification

#### Plan local d'urbanisme
La commune prescrit l'élaboration d'un plan d'occupation des sols en mars 1984. Le document est approuvé en janvier 1989 puis révisé une première fois en mai 1993 et une deuxième fois en décembre 1996.
La loi relative à la solidarité et au renouvellement urbains du 13 décembre 2000, dite loi SRU, complétée par la loi urbanisme et habitat du 2 juillet 2003, marque une évolution de la planification urbaine en créant notamment les plans locaux d’urbanisme (PLU), vecteurs de projets de territoire, appelés à se substituer progressivement aux plans d’occupation des sols. Le PLU contient deux éléments nouveaux par rapport au POS : le plan d'aménagement et de développement durable (PADD), qui exprime le projet de la ville par des orientations générales en matière d'urbanisme, de développement, d'équipement et de préservation de l'environnement et les orientations d'aménagement et de programmation (OAP) qui correspondent à des zooms qui peuvent porter sur des quartiers ou secteurs à mettre en valeur, réhabiliter, restructurer ou aménager, ou sur l'aménagement d'un espace public, etc. Dans ce cadre le conseil municipal prescrit la révision du Plan
d’occupation des sols et sa transformation en plan local d'urbanisme le 22 février 2005. L'enquête publique a lieu en avril 2015 et le document est approuvé le 8 juillet 2015,.

#### Documents d'orientations intercommunaux
La commune est membre du pays Forêt d'Orléans - Val de Loire, qui regroupe 32 communes. En 2012 les Pays Forêt d'Orléans Val de Loire, Loire Beauce et Sologne Val-sud sont les seuls territoires du département du Loiret ne disposant pas de schéma de cohérence territoriale (SCoT). Compte tenu  de l'intérêt de cet outil pour l'avenir des territoires, les élus de ces pays décident d'engager une démarche commune d'élaboration de SCoT. Le comité syndical du Pays Forêt d'Orléans - Val de Loire décide de prendre le 8 octobre 2015 la compétence « élaboration, gestion et suivi du Schéma de Cohérence Territoriale » et, après avis favorable conforme des différentes communes membres (le 8 décembre 2015 pour Ouzouer-sur-Loire), le préfet approuve la modification des statuts en ce sens le 19 février 2016. Les trois SCoT sont lancés officiellement et simultanément à La Ferté-Saint-Aubin le 21 juin 2014, l'assistance à maîtrise d'ouvrage étant confiée à un seul bureau d'études. Après étude et concertation de 2014 à 2017, le document doit être approuvé en 2018.

### Voies de communication et transports

#### Infrastructures routières
La commune est traversée par trois routes départementales : la RD 952 (6 457 véhicules/jour en 2014), qui relie Briare à Châteauneuf-sur-Loire, 
la RD 953 (3 984 véhicules/jour), qui relie la commune à Nevoy en longeant la centrale nucléaire de Dampierre et la RD 119 (4 169 véhicules/jour), qui relie Saint-Père-sur-Loire à Oussoy-en-Gâtinais. Complétant ces voies, la commune est sillonnée de plusieurs voies communales et chemins ruraux  desservant ses fermes et hameaux et les bourgs environnants.

#### Transports en commun routiers
En 2016, la commune est desservie par deux lignes du réseau Ulys, le réseau interurbain de transport par autocar du Conseil départemental du Loiret : La ligne 12 qui relie Dampierre-en-Burly - Ouzouer-sur-Loire - Sully-sur-Loire - Lorris - Montargis et la ligne 3, qui relie Bonny-sur-Loire - Briare - Gien - Châteauneuf-sur-Loire - Orléans. Des correspondances SNCF sont assurées dans les gares d'Orléans, Montargis et Gien. À compter du 1er janvier 2017, la compétence des services de transports routiers interurbains, réguliers et à la demande est transférée des départements aux régions, et donc localement du département du Loiret à la région Centre-Val de Loire, consécutivement à la loi NOTRe du 7 août 2015.

#### Infrastructures ferroviaires
La  ligne ferroviaire reliant Orléans à Gien est ouverte au trafic de voyageurs le 3 novembre 1873. Longue de 64 km, la ligne est établie sur une plateforme prévue à double voie mais la deuxième voie n'a jamais été construite. Elle est fermée au service de voyageurs le 15 mai 1939.

### Risques naturels et technologiques majeurs
La commune de Ouzouer-sur-Loire est vulnérable à différents aléas naturels : inondations (par débordement de la Loire ou de ruisseaux), climatiques (hiver exceptionnel ou canicule), mouvements de terrains ou sismique. Elle est également exposée à deux risques technologiques : le risque nucléaire avec la présence de la centrale nucléaire de Dampierre à moins de 10 km et le transport de matières dangereuses.
Entre 1983 et 2016, deux arrêtés ministériels portant ou ayant porté reconnaissance de catastrophe naturelle ont été pris pour le territoire de la commune de Ouzouer-sur-Loire pour des inondations et coulée de boue.

#### Risque d'inondation

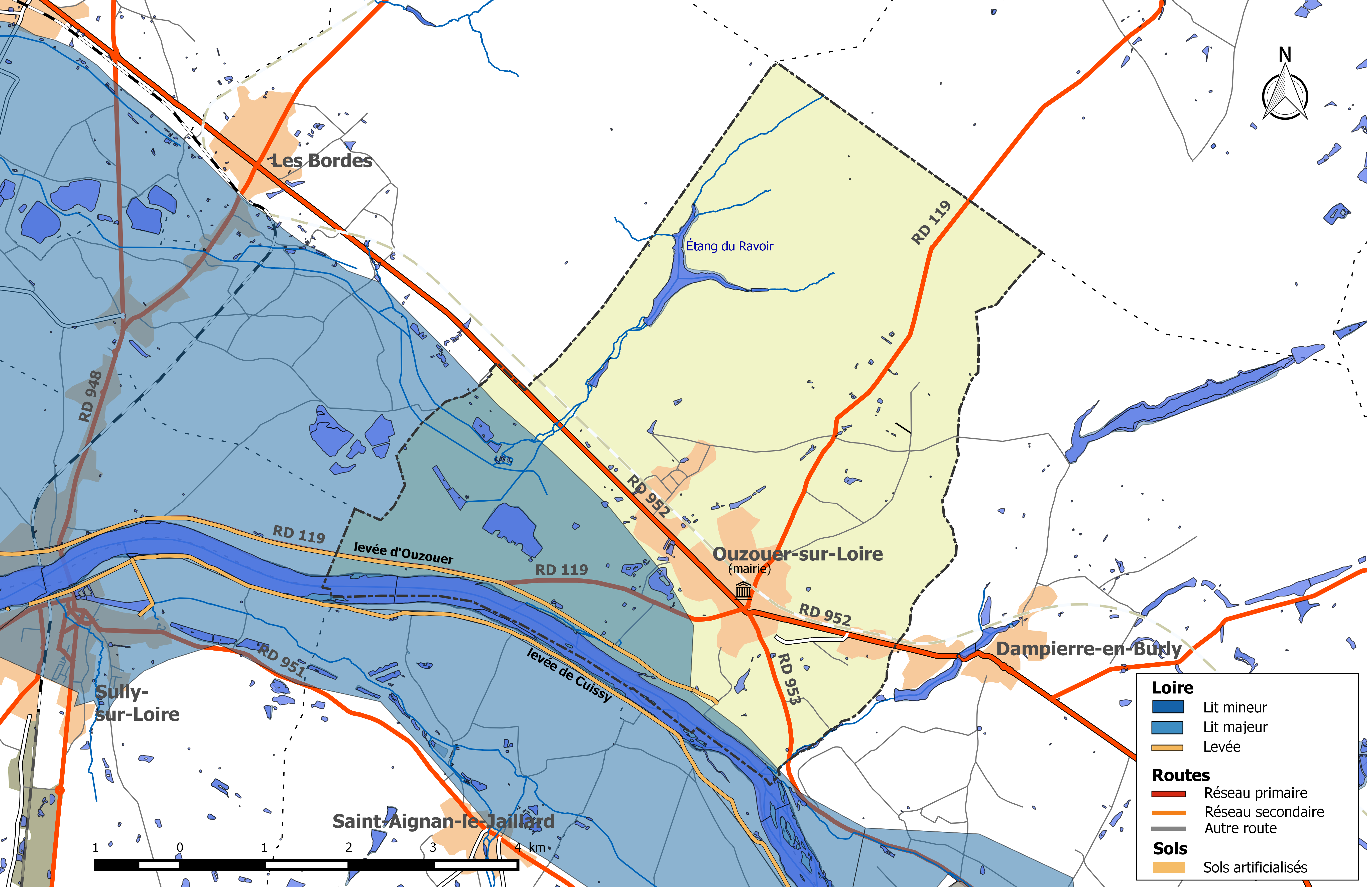
Zone inondable de la commune d'Ouzouer-sur-Loire.

La Loire est à l'origine des dégâts les plus importants sur la commune en cas de crue majeure. Les crues historiques sont celles de 1846, 1856, 1866 et 1907. Aucune crue n'a atteint depuis 1907 les hauteurs atteintes lors de ces événements catastrophiques.
Le val d’Ouzouer, s’étendant sur 22 km de longueur d’Ouzouer-sur-Loire à Châteauneuf-sur-Loire,  est protégé par une levée de 22 km de long ouverte à l’aval sur 1,5 km au débouché de la Bonnée. Cette levée n'est pas submersible pour des crues du type de celle de 1856. Elle a été renforcée dans les années 2000 sur presque toute sa longueur par la mise en place d’un « masque drainant » du côté du  val. A l’amont, un déversoir, dénommé déversoir d'Ouozouer, a été construit en 1886 à l'endroit où s'étaient produites des brèches lors des grandes crues de 1846, 1856 et 1866. Il a une longueur totale de 878 m dont 800 m au niveau du seuil. Il est  surélevé d'un cordon de terre (banquette fusible) d’une hauteur de 1,20 mètre environ.
Le val est exposé au risque d’inondation,:
- Par remous de la Loire dans la Bonnée : dès la crue de premiers dommages (5,30 m à l’échelle de Gien), celui-ci remonte jusqu’au niveau de Germigny-des-Prés.
- Par dépassement des digues si elles résistent à la pression des eaux jusqu’à ce qu’elles soient dépassées : le val d’Ouzouer est le premier val endigué de l’Orléanais à être dépassé par la Loire, dès la crue de premières surverses (6,3 m à Gien), qui provoque des brèches dans la digue, alors que le déversoir ne fonctionne pas. Celui-ci est sollicité seulement pour une crue exceptionnelle, alors que le système d’endiguement est déjà détruit.
- Par rupture des digues, avant leur dépassement : le val d’Ouzouer peut également être inondé avant la crue de première surverse, en cas de défaillance des digues. Deux principales zones de défaillance sont mises en évidence (secteurs des Prouteaux et de Saint-Benoit) et permettent de considérer que le risque de rupture n'est plus négligeable au-delà d'une crue de période de retour 20 ans (environ 5,1 m à l'échelle de Gien).

La  partie  urbanisée de la commune n’est que très faiblement concernée par le risque inondation. La ville s’est développée essentiellement en dehors du val inondable. Cependant, les quatre secteurs d’aléas  sont représentés sur la commune. les exploitations agricoles sont notamment soumises à un risque élevé d'inondation. L’aléa faible, d’une largeur moyenne de 100 mètres, longe le coteau et concentre l’essentiel des faibles secteurs urbanisés.  L’aléa  moyen longe principalement le coteau et se répartit en trois secteurs dans la plaine d’inondation. Les secteurs d’aléa fort et très fort couvrent plus des trois-quarts de la plaine d’inondation de la commune.  Cette  plaine  est  dominée  par  l’activité  agricole.  Les  bâtiments  d’exploitations,  logements ainsi que les surfaces cultivées sont soumises à  un risque  d’inondation  important. Les  activités agricoles sont particulièrement sensibles au  risque dans le secteur du déversoir (aléa très fort), qui couvre une superficie de 150 hectares environ.
Le risque d'inondation est pris en compte dans l'aménagement du territoire de la commune par le biais du Plan de prévention du risque inondation (PPRI) du val de Sully approuvé le 8 octobre 2001 et pour lequel une révision a été prescrite le 15 mars 2016.
Deux documents permettent de définir les modalités de gestion de crise et d'organisation des secours : au niveau départemental, le Dispositif ORSEC départemental spécialisé déclenché en cas d'inondation de la Loire, le plan ORSIL, et au niveau communal le plan communal de sauvegarde.

#### Risque de mouvements de terrain
Le territoire de la commune peut être concerné par un risque d'effondrement de cavités souterraines non connues. Une cartographie départementale de l'inventaire des cavités souterraines et des désordres de surface a été réalisée. Il a été recensé sur la commune plusieurs effondrements de cavités.
Par ailleurs la commune a été reconnue sinistrée au titre des catastrophes naturelles durant ces dernières années à la suite des mouvements de terrain liés à la sécheresse (aléa moyen). Le phénomène de retrait-gonflement des argiles est la conséquence d'un changement d'humidité des sols argileux. Les argiles sont capables de fixer l'eau disponible mais aussi de la perdre en se rétractant en cas de sécheresse. Ce phénomène peut provoquer des dégâts très importants sur les constructions (fissures, déformations des ouvertures) pouvant rendre inhabitables certains locaux. Celui-ci a particulièrement affecté le Loiret après la canicule de l'été 2003. Une partie nord du territoire de la commune est soumis à un aléa « moyen » face à ce risque, selon l'échelle définie par le Bureau de recherches géologiques et minières (BRGM), le reste est en aléa « faible ».

#### Risque nucléaire

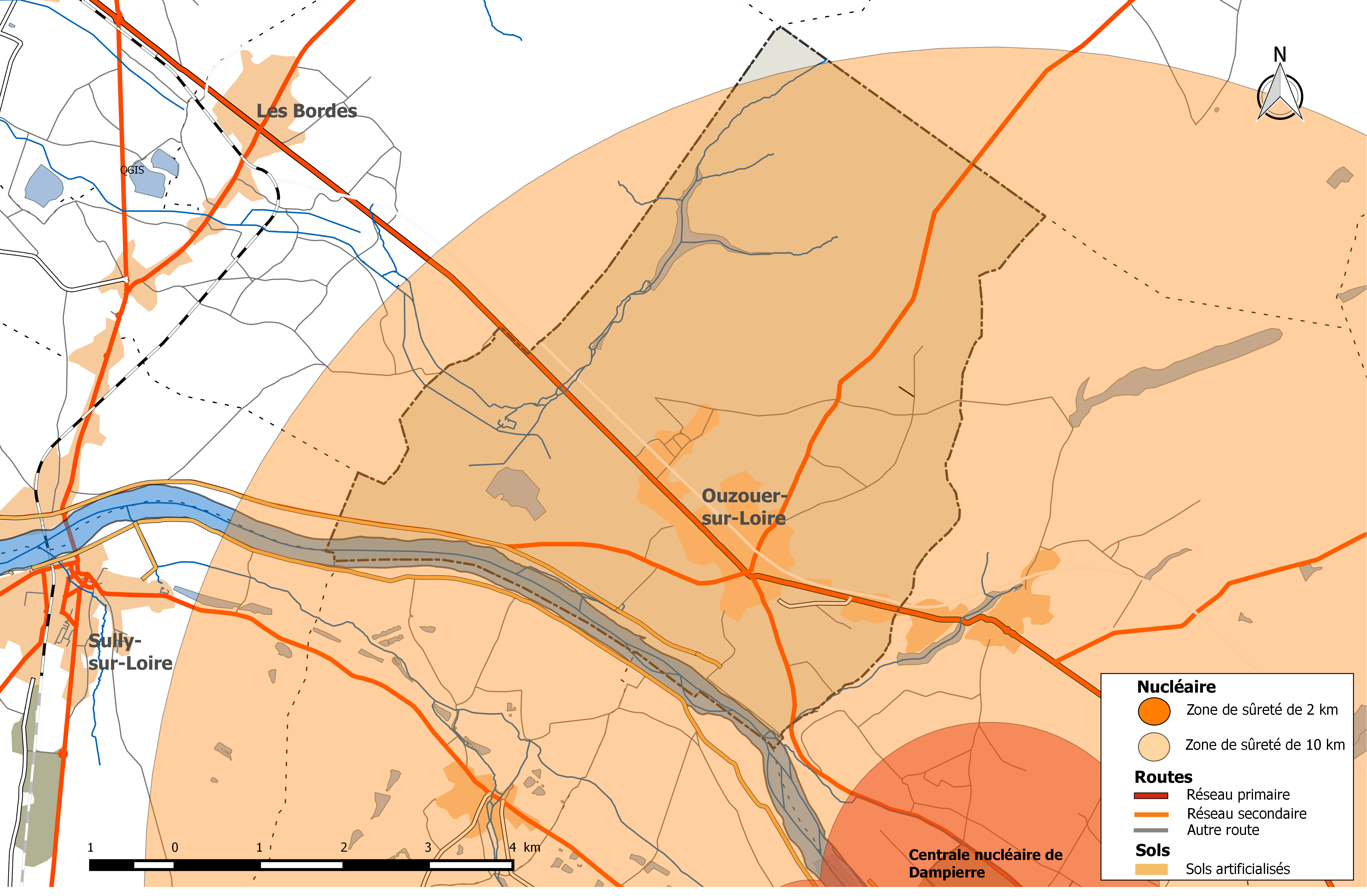
Zones de sûreté liée à la centrale nucléaire de Dampierre sur la commune d'Ouzouer-sur-Loire.

En cas d’accident grave, certaines installations nucléaires sont susceptibles de rejeter dans l’atmosphère de l’iode radioactif. La totalité de la commune se situe à l'intérieur du périmètre de 10 km du Plan particulier d'intervention de la centrale nucléaire de Dampierre. À ce titre les habitants de la commune, comme tous ceux résidant dans le périmètre proche de 10 km de la centrale ont bénéficié, à titre préventif, d'une distribution de comprimés d’iode stable dont l’ingestion avant rejet radioactif permet de pallier les effets sur la thyroïde d’une exposition à de l’iode radioactif. En cas d'incident ou d'accident nucléaire, des consignes de confinement ou d'évacuation peuvent être données et les habitants peuvent être amenés à ingérer, sur ordre du préfet, les comprimés en leur possession.

#### Risque sismique
La totalité du département est classée en zone de sismicité « très faible ». À ce titre aucune réglementation spécifique ne s'applique aux constructions dites « à risque normal ».

#### Transport de matières dangereuses
Le risque de transport de matières dangereuses peut survenir en cas d'accident impliquant une unité mobile (ex. camion) ou une canalisation transportant des matières dangereuses (toxique, inflammable...). Une matière dangereuse est une substance susceptible de présenter un danger et des conséquences graves pour l'homme et son environnement. A Ouzouer-sur-Loire, les facteurs de risque sont le transport routier empruntant les RD 952 et 953 et le réseau de gaz à haute pression qui traverse la commune.

## Politique et administration

### Découpage territorial

#### Bloc communal: Commune et intercommunalités
La paroisse d'Ouzouer sur Loire acquiert le statut de municipalité avec le  décret du 12 novembre 1789 de l'Assemblée Nationale puis celui de « commune », au sens de l'administration territoriale actuelle, par le décret de la Convention nationale du 10 brumaire an II (31 octobre 1793). Il faut toutefois attendre la loi du 5 avril 1884 sur l'organisation municipale pour qu'un régime juridique uniforme soit défini pour toutes les communes de France, point de départ de l’affirmation progressive des communes face au pouvoir central.
Aucun événement de restructuration majeure du territoire, de type suppression, cession ou réception de territoire, n'a affecté la commune depuis sa création.
La commune est membre de la communauté de communes du Canton d’Ouzouer-sur-Loire depuis sa création le 18 décembre 2002. Cette intercommunalité est renommée Communauté de communes du Val d'Or et Forêt par arrêté préfectoral du 18 mai 2004. Depuis le 1er janvier 2017, la commune est membre de la communauté de communes du Val de Sully, issue de la fusion des communautés de communes du Sullias et de Val d'Or et Forêt, ainsi que du rattachement de la commune de Vannes-sur-Cosson .

#### Circonscriptions de rattachement
La loi du 22 décembre 1789 divise le pays en 83 départements découpés chacun en six à neuf districts eux-mêmes découpés en cantons regroupant des communes. Les districts, tout comme les départements, sont le siège d’une administration d’État et constituent à ce titre des circonscriptions administratives. La commune d'Ouzouer sur Loire est alors incluse dans le canton de Saint Benoit, le district de Gien et le département du Loiret.
La recherche d’un équilibre entre la volonté d’organiser une administration dont les cadres permettent l’exécution et le contrôle des lois d’une part, et la volonté d’accorder une certaine autonomie aux collectivités de base (paroisses, bourgs, villes) d’autre part, s’étale de 1789 à 1838. Les découpages territoriaux évoluent ensuite au gré des réformes visant à décentraliser ou recentraliser l'action de l'État. La régionalisation fonctionnelle des services de l'État (1945-1971) aboutit à la création de régions. L'acte I de la décentralisation de 1982-1983 constitue une étape importante en donnant l'autonomie aux collectivités territoriales, régions, départements et communes. L'acte II intervient en 2003-2006, puis l'acte III en 2012-2015.
Le tableau suivant présente les rattachements, au niveau infra-départemental, de la commune d'Ouzouer-sur-Loire aux différentes circonscriptions administratives et électorales ainsi que l'historique de l'évolution de leurs territoires.
| Circonscription             | Nom                | Période   | Type                         | Évolution du découpage territorial |
| --------------------------- | ------------------ | --------- | ---------------------------- | --- |
| District                    | Gien               | 1790-1795 | Administrative               | La commune est rattachée au district de Gien de 1790 à 1795,. La Constitution du 5 fructidor an III, appliquée à partir de vendémiaire an IV (1795) supprime les districts, rouages administratifs liés à la Terreur, mais maintient les cantons qui acquièrent dès lors plus d'importance. |
| Canton                      | Saint Benoit       | 1790-1801 | Administrative et électorale | Le 10 février 1790, la municipalité d'Ouzouer sur Loire est rattachée au canton de Saint Benoit,. Les cantons sont supprimés, en tant que découpage administratif, par une loi du 26 juin 1793, et ne conservent qu'un rôle électoral. Ils permettent l’élection des électeurs du second degré chargés de désigner les députés. Les cantons acquièrent une fonction administrative avec la disparition des districts en 1795. |
| Canton                      | Ouzouer-sur-Loire  | 1801-2015 | Administrative et électorale | Sous le Consulat, un redécoupage territorial visant à réduire le nombre de justices de paix ramène le nombre de cantons dans le Loiret de 59 à 31. Ouzouer sur Loire est alors rattachée par arrêté du 9 vendémiaire an X (30 septembre 1801) au canton d'Ouzouer-sur-Loire, sous le nom d'Ouzouer-sur-Loire,. |
| Canton                      | Sully-sur-Loire    | 2015-     | Électorale                   | La loi du 17 mai 2013 et ses décrets d'application publiés en février et mars 2014 introduisent un nouveau découpage territorial pour les élections départementales. La commune est alors rattachée au nouveau canton de Sully-sur-Loire. Depuis cette réforme, plus aucun service de l'État n'exerce sa compétence sur un territoire s'appuyant sur le nouveau découpage cantonal. Le canton a disparu en tant que circonscription administrative de l'État ; il est désormais uniquement une circonscription électorale destinée à l'élection d'un binôme de conseillers départementaux siégeant au conseil départemental. |
| Arrondissement              | Gien               | 1801-1926 | Administrative               | Ouzouer-sur-Loire est rattachée à l'arrondissement de Gien par arrêté du 9 vendémiaire an X (30 septembre 1801),. |
| Arrondissement              | Orléans            | 1926-     | Administrative               | Sous la Troisième République, en raison d'un endettement considérable et de l'effort nécessaire pour la reconstruction post-Première Guerre mondiale, la France traverse une crise financière. Pour réduire les dépenses de l’État, Raymond Poincaré fait voter plusieurs décrets-lois réformant en profondeur l’administration française : 106 arrondissements sont ainsi supprimés, dont ceux de Gien et de Pithiviers dans le Loiret par décret du 10 septembre 1926. Ouzouer-sur-Loire est ainsi transférée de l'arrondissement de Gien à celui d'Orléans,.                                                              |
| Circonscription législative | 3e circonscription | 2010-     | Électorale                   | Lors du découpage législatif de 1986, le nombre de circonscriptions législatives passe dans le Loiret de 4 à 5. Un nouveau redécoupage intervient en 2010 avec la loi du 23 février 2010. En attribuant un siège de député « par tranche » de 125 000 habitants, le nombre de circonscriptions par département varie désormais de 1 à 21,. Dans le Loiret, le nombre de circonscriptions passe de cinq à six. La réforme n'affecte pas Ouzouer-sur-Loire qui reste rattachée à la troisième circonscription. |

#### Collectivités de rattachement
La commune d'Ouzouer-sur-Loire est rattachée au département du Loiret et à la région Centre-Val de Loire, à la fois circonscriptions administratives de l'État et collectivités territoriales.

### Politique et administration municipales

#### Conseil municipal et maire
Depuis les élections municipales de 2014, le conseil municipal  d'Ouzouer-sur-Loire, commune de plus de 1 000 habitants, est élu au scrutin proportionnel de liste à deux tours (sans aucune modification possible de la liste),  pour un mandat de six ans renouvelable. Il est composé de 23 membres. L'exécutif communal est constitué par le maire, élu par le conseil municipal, parmi ses membres, pour un mandat de six ans, c'est-à-dire pour la durée du mandat du conseil.
Par le décret du 29 novembre 2012, le conseil municipal a été dissous, en considérant que les dissensions qui existaient au sein du conseil municipal entravaient l'administration de cette commune. Marie-Madeleine Hamard est maire depuis 2014.
| Période   | Période       | Identité                         | Étiquette | Qualité                     |
| --------- | ------------- | -------------------------------- | --------- | --------------------------- |
| 1880      | 1882          | Joseph Auguste Chevallier        |           |                             |
| 1882      | 1888          | Louis Stanislas Henri Bouteville |           |                             |
| 1888      | 1892          | Joseph Auguste Chevallier        |           |                             |
| 1892      | 1895          | Louis Stanislas Henri Bouteville |           |                             |
| 1895      | 1896          | Jean Etienne Quillet             |           |                             |
| 1896      | 1899          | Alfred Alexandre Sechoix         |           |                             |
| 1899      | 1908          | Louis François Courtignon        |           |                             |
| 1908      | 1909          | Joseph Auguste Chevallier        |           |                             |
| 1909      | 1920          | Etienne Auguste Poulin           |           |                             |
| 1920      | 1925          | Jean Marcadet                    |           |                             |
| 1925      | 1934          | Victor Dumas                     |           |                             |
| 1934      | 1935          | Félix Agogue                     |           |                             |
| 1935      | 1937          | André Tarvernier                 |           |                             |
| 1937      | 1942          | Armand Moulin                    |           |                             |
| 1942      | 1945          | Henry Millet                     |           |                             |
| 1945      | 1947          | Paul Laude                       |           |                             |
| 1947      | 1953          | Yvonne Hurtevent                 |           |                             |
| mai 1953  | 1955          | Maurice Douchement               |           |                             |
| 1955      | mars 1977     | Marcel Sevestre                  |           |                             |
| mars 1977 | mars 1983     | Henri Jankowski                  |           |                             |
| mars 1983 | mars 1989     | Georges Feuvrier                 |           |                             |
| mars 1989 | mars 2008     | Jean-Michel Besse                | DVD       | Cadre à EDF                 |
| mars 2008 | novembre 2012 | Estelle Jouili                   | SE        | Chercheuse                  |
| mars 2014 | En cours      | Marie-Madeleine Hamard           | SE        | Responsable accueil de jour |

### Jumelages
Great Ayton (Royaume-Uni).

### Politique environnementale
La commune est engagée dans les opérations « Zéro pesticide », une charte a été signée en 2009, et « Agenda 21 » auquel la ville est candidate en 2010.[réf. nécessaire]

## Équipements et services

### Environnement

#### Gestion des déchets
En  2016, la commune est membre du  SICTOM de la région de Châteauneuf-sur-Loire, créé en 1976. Celui-ci assure la collecte et le traitement des ordures ménagères résiduelles, des emballages ménagers recyclables  et des encombrants en porte à porte et du verre en points d’apport volontaire. Un réseau de dix déchèteries, dont une est située sur le territoire communal, accueille les encombrants et autres déchets spécifiques (déchets verts, déchets dangereux, gravats, ferraille, cartons…). L'élimination et la valorisation énergétique des déchets ménagers et de ceux issus de la collecte sélective sont effectuées par le SYCTOM de Gien-Châteauneuf-sur-Loire qui comprend un centre de transfert de déchets ménagers et un centre de stockage de déchets ultimes (CSDU) de classe II à Saint-Aignan-des-Gués ainsi qu'une usine d’incinération des ordures ménagères à Gien-Arrabloy.
Depuis le 1er janvier 2017, la « gestion des déchets ménagers » ne fait plus partie des compétences de la commune mais est une compétence obligatoire de la communauté de communes du Val de Sully en application de la loi NOTRe du 7 août 2015.

#### Production et distribution d'eau
Le service public d’eau potable est une compétence obligatoire des communes depuis l’adoption de la loi du 30 décembre 2006 sur l’eau et les milieux aquatiques. Au 31 décembre 2016, la production et la distribution de l'eau potable sur le territoire communal sont assurées par la commune elle-même. En 2015, 190 182 m3 ont été prélevés en nappe pour 1 450 abonnés par le biais de deux forages (le Haut des Brosses et La Plaisance).
La loi NOTRe du 7 août 2015 prévoit que le transfert des compétences « eau et assainissement » vers les communautés de communes sera obligatoire à compter du 1er janvier 2020. Le transfert d’une compétence entraîne  de  facto la mise à disposition gratuite de plein droit des biens, équipements et services publics utilisés, à la date du transfert, pour l'exercice de ces compétences et la substitution de la communauté dans les droits et obligations des communes,.

#### Assainissement
La compétence assainissement, qui recouvre obligatoirement la collecte, le transport et l’épuration des eaux usées, l’élimination des boues produites, ainsi que le contrôle des raccordements aux réseaux publics de collecte, est assurée  par la commune elle-même.
La commune est raccordée à une station d'épuration située sur le territoire communal, mise en service le 1er juin 1980 et dont la capacité nominale de traitement est de  3 300 EH, soit 500 m3/jour. Cet équipement utilise un procédé d'épuration biologique dit « à boues activées ». Son exploitation est assurée en 2017 par la SAUR,.
L’assainissement non collectif (ANC) désigne les installations individuelles de traitement des eaux domestiques qui ne sont pas desservies par un réseau public de collecte des eaux usées et qui doivent en conséquence traiter elles-mêmes leurs eaux usées avant de les rejeter dans le milieu naturel. Depuis le 1er janvier 2017, la communauté de communes du Val de Sully, issue de la fusion des communautés de communes  du Sullias et de Val d'Or et Forêt, ainsi que du rattachement de la commune de Vannes-sur-Cosson , assure le service public d'assainissement non collectif (SPANC). Celui-ci a pour mission de vérifier la bonne exécution des travaux de réalisation et de réhabilitation, ainsi que le bon fonctionnement et l’entretien des installations,

### Enseignement
Ouzouer-sur-Loire est situé dans l'académie d'Orléans-Tours et dans la circonscription de Châteauneuf-sur-Loire. 

 La commune possède une école maternelle publique ainsi qu'une école primaire publique.

### Services divers
Un bureau de poste, une pharmacie, trois médecins généralistes, un kinésithérapeute, un dentiste, un podologue, plusieurs infirmières, un notaire.

### Équipements
Gymnase, centre aéré, halte garderie, garderie périscolaire, bibliothèque, école de musique, maison destinée aux jeunes baptisée « Espace O Jeunes », ouverte en 2010.

## Population et société

### Démographie
L'évolution du nombre d'habitants est connue à travers les recensements de la population effectués dans la commune depuis 1793. Pour les communes de moins de 10 000 habitants, une enquête de recensement portant sur toute la population est réalisée tous les cinq ans, les populations de référence des années intermédiaires étant quant à elles estimées par interpolation ou extrapolation. Pour la commune, le premier recensement exhaustif entrant dans le cadre du nouveau dispositif a été réalisé en 2005.
En 2022, la commune comptait 2 560 habitants, en évolution de −7,04 % par rapport à 2016 (Loiret : +1,89 %, France hors Mayotte : +2,11 %).
| 1793 | 1800 | 1806 | 1821 | 1831 | 1836 | 1841 | 1846 | 1851 |
| ---- | ---- | ---- | ---- | ---- | ---- | ---- | ---- | ---- |
| 636  | 686  | 705  | 685  | 730  | 736  | 740  | 789  | 864  |

| 1856 | 1861 | 1866 | 1872  | 1876  | 1881  | 1886  | 1891  | 1896  |
| ---- | ---- | ---- | ----- | ----- | ----- | ----- | ----- | ----- |
| 894  | 906  | 971  | 1 148 | 1 128 | 1 207 | 1 222 | 1 138 | 1 139 |

| 1901  | 1906  | 1911  | 1921 | 1926 | 1931 | 1936 | 1946 | 1954 |
| ----- | ----- | ----- | ---- | ---- | ---- | ---- | ---- | ---- |
| 1 105 | 1 046 | 1 016 | 978  | 991  | 903  | 921  | 911  | 933  |

| 1962  | 1968  | 1975  | 1982  | 1990  | 1999  | 2005  | 2006  | 2010  |
| ----- | ----- | ----- | ----- | ----- | ----- | ----- | ----- | ----- |
| 1 022 | 1 075 | 1 405 | 2 039 | 2 310 | 2 524 | 2 637 | 2 638 | 2 765 |

| 2015  | 2020  | 2022  | - | - | - | - | - | - |
| ----- | ----- | ----- | - | - | - | - | - | - |
| 2 710 | 2 593 | 2 560 | - | - | - | - | - | - |

### Cadre de vie
Ouzouer-sur-Loire possède le label ville fleurie, une fleur lui a été attribuée par le conseil national des villes et villages fleuris de France dans le cadre du concours des villes et villages fleuris.

### Sport
La troisième étape de la 81e édition de la course cycliste par étapes Paris-Nice empruntera le territoire de la commune le 7 mars 2023 sous la forme d'un contre-la-montre par équipe.

### Manifestations
Le comice agricole se déroule tous les six ans (le dernier a eu lieu en juillet 2010).

## Économie
La commune dispose d'une zone d'activités (ZA) intercommunale : la ZA de la Jouanne qui compte une quinzaine d'entreprises artisanales et industrielles.
La centrale nucléaire de Dampierre, située sur la commune voisine de Dampierre-en-Burly, emploie une partie des salariés oratoriens.
On peut également citer les entreprises suivantes : la pisciculture du Val de Loire ; la parqueterie Millet, entreprise centenaire, qui a notamment réalisé le parquet du château de Versailles et celui de la mairie de Strasbourg[réf. nécessaire] et les grands magasins des enseignes Gedimat et Intermarché.

## Culture locale et patrimoine

### Héraldique
| Blason d'Ouzouer-sur-Loire | Les armes d'Ouzouer-sur-Loire se blasonnent ainsi : De sinople à la hure de sanglier d'argent, à la champagne ondée du même, au chef cousu d'azur chargé de trois étoiles aussi d'argent. Le champ de sinople de l'écu (aplat de vert) évoque la proche forêt d'Orléans. Le sanglier rappelle les fastueuses chasses royales des Capétiens, ainsi que les usages accordés en 1422, par la duchesse d'Orléans, aux habitants qui tiraient leurs ressources de la forêt et de la chasse. En pointe, la champagne ondée symbolise la Loire qui a fertilisé les terres de la commune et le souvenir des anciens mariniers de la Loire qui avaient coutume d'aborder sur les rives qui bordent le village. L'activité agricole de la région est évoquée par les gerbes de blé d'or, croisées en pointe en sautoir et liées d'azur. La couronne murale à trois tours crénelées d'or, ouvertes et maçonnées de sable est le symbole que portaient les déesses grecques, tutélaires des cités. Cela évoque aussi les ruines, aujourd'hui disparues, de l'ancien château fortifié du seigneur des Gués. Château dont les fondations remontent au XIe siècle et qui fut démoli en 1562 par les huguenots puis reconstruit l'année suivante. Il sera à nouveau détruit sous la Révolution française ; les ruines actuelles datent du Directoire. |